# 阪急1000系電車 (2代)
阪急1000系電車（はんきゅう1000けいでんしゃ）は、阪急電鉄（阪急）が2013年（平成25年）より製造を開始した、神戸線・宝塚線（総称神宝線）向けの通勤形電車である。一部の文献や鉄道グッズでは、初代1000系列との区別で「新1000系」と呼称する場合もある。
本記事では個々の編成を表す際大阪梅田方先頭車の車両番号で代表する（例：1005F）。

## 概要
2013年6月6日に建造を発表した。開発コンセプトを「すべてのお客様に快適な移動空間〜さらなる環境性能の向上〜」とし、9000系・9300系の開発コンセプトを継承しつつ、環境性能のさらなる向上を目指すものとなった。昭和30 - 40年代に製造された抵抗制御車の置き換え用として大量増備が見込まれることから、製造・保守コストの抑制にも注意を払った車両となった。
阪急電鉄が1000番台の車両を製造したのは、前身の京阪神急行時代の1954年に製造した1000形を製造して以来となる。車両番号を4桁のままとしたのは車両の番号は4桁で管理しており、桁数を変えると検査等の管理を行っているシステム等に影響が出てしまうためである。
客室照明や前照灯、標識灯などすべての照明装置にLEDが採用された。
2014年より本形式の京都線仕様として、1300系の導入が開始された。その他、1000系の電装品などは阪神電気鉄道（阪神）の普通用車両5700系にも取り入れられている。
神戸線では2021年度までに11編成を導入し、5000系・6000系（6050F)・7000系を順次置き換えた。宝塚線では9編成を導入し、5100系・6000系を順次置き換えた。2021年度に1019Fが導入された後、2023年10月に後継車両として2代目2000系の導入が発表された。

## 車両概説

### 車体
軽量かつリサイクルが容易なアルミダブルスキン構造を採用し、振動の抑制と遮音性の向上を図っている。寸法は全長が19,000mm、車体幅が2,730mm、車体高を4,095mmとしている。前照灯を一体的に見せ、前面ガラス上部と標識灯下部のラインのカーブによって、スマートで新しさを感じさせるデザインとしている。
行先表示器はフルカラーLEDとなり、側面の表示器は行先・種別を一体表示（5000系・5300系までの方向幕と同じ様式）として視認性の向上を図った。前面の行先表示もフルカラー表示に対応しており、キャラクターなど特殊な図柄も出すことが可能となっている。
9000系で採用された屋上機器カバーは廃され、側窓は9000系と同一手法の連窓ながら側引戸間を3枚、車端部が2枚とするなど、外観はより従来の車両に近似したものとなっている。しかし、機器類には最新技術を積極的に導入し、さらなる省エネと走行時の騒音の低減を実現している。消費エネルギーは既存の抵抗制御車と比較して約50 %削減、騒音は9000系と比較して約4dB低減している。
また、ホームとの段差を縮小するため低床台車を採用し、客室床面高さを1,150mmに抑えている。側扉窓は、9000系に比べて天地寸法が縮小され、8000系並みの寸法に戻った。増結運用を行わないため、前面は2000系以降から継承されてきた銀色の幌受けが廃止された。連結部の妻窓も、2000系以降から継承されていた窓枠が廃止された。1018F以降の新造車は、導入時から車両番号が側面の窓上にも標記されている。

### 内装
阪急電車の伝統を踏襲し、マホガニー木目の化粧板とゴールデンオリーブ色のアンゴラヤギの毛織物の座席表地を採用している。天井部は淡いベージュ系の化粧板とし、照明はLEDの直接照明を採用している。このLED照明は、停電時などの非常時には全体数の25%が点灯するよう制御される。また、万一の急ブレーキ時に乗客と車内設備または乗客同士の二次的衝突を防止するため、阪急電鉄の車両で初めて座席端部に大型の袖仕切りと縦方向の手すりが設置されている。側窓は3連窓および2連窓となり、いずれも側扉寄りの窓が開閉可能である。側窓の分割位置は、座席の中間仕切りの中心とそろえているため、各窓の左右寸法は均一にはなっていない。側窓にはUVカット複層ガラスが、前面窓にはIRカットガラスが採用されている。天井のグリルや側窓の間柱は、9000系のブロンズ色から、シルバーに変更された。
座席は、ロングシート配置で座席1人あたりの幅を約480 mmとし、中間仕切りを設けることで座席定員を明確にしている。日よけは9000系で採用された引き下げ式のフリーストップカーテンを基本に、カーテン上部には外部が透視できる生地が採用されているほか、床には全面に滑り止めのエンボス加工が施されている。また、阪急電車は伝統的に車内にスタンションポールを設けていなかったが、本形式からは各シート端にスタンションポールが設置されているため、車内の印象に変化が見られる。2014年7月15日より営業運転を開始した1002F以降では、製造当初から優先座席のモケットが新色になっている。
車内案内表示器は、東芝製の32インチハーフサイズのフルハイビジョン対応の大型液晶ディスプレイを採用し、1両に3か所側扉上に千鳥配置で設置している。行先、種別、停車駅案内のほか、駅間では画面を2分割しニュースや天気予報、広告の動画も表示できる。旅客案内はインバウンド対応として4か国語で表示し、日本語（漢字・ひらがな）、英語、中国語、韓国語の順に表示を行う。フォントにはユニバーサルデザイン対応フォントが採用されている。2020年頃から運行情報の掲載も開始した。
9000系等で採用されていたパワーウインドウや貫通路の自動扉は廃され、手動式に戻った。貫通扉は新火災対策への対応としてストッパーを省略し、開いた際は自動的に復位する構造とした。2020年度からは、開扉時の盲導鈴鳴動機能が追加されている（約4秒おきに鳴動する）。
車内自動放送装置は、当初は搭載準備に留まっており、阪急列車区間・能勢列車区間とも車内自動放送は行われていなかったが、2021年からは、車内自動放送装置の設置が順次進められている。

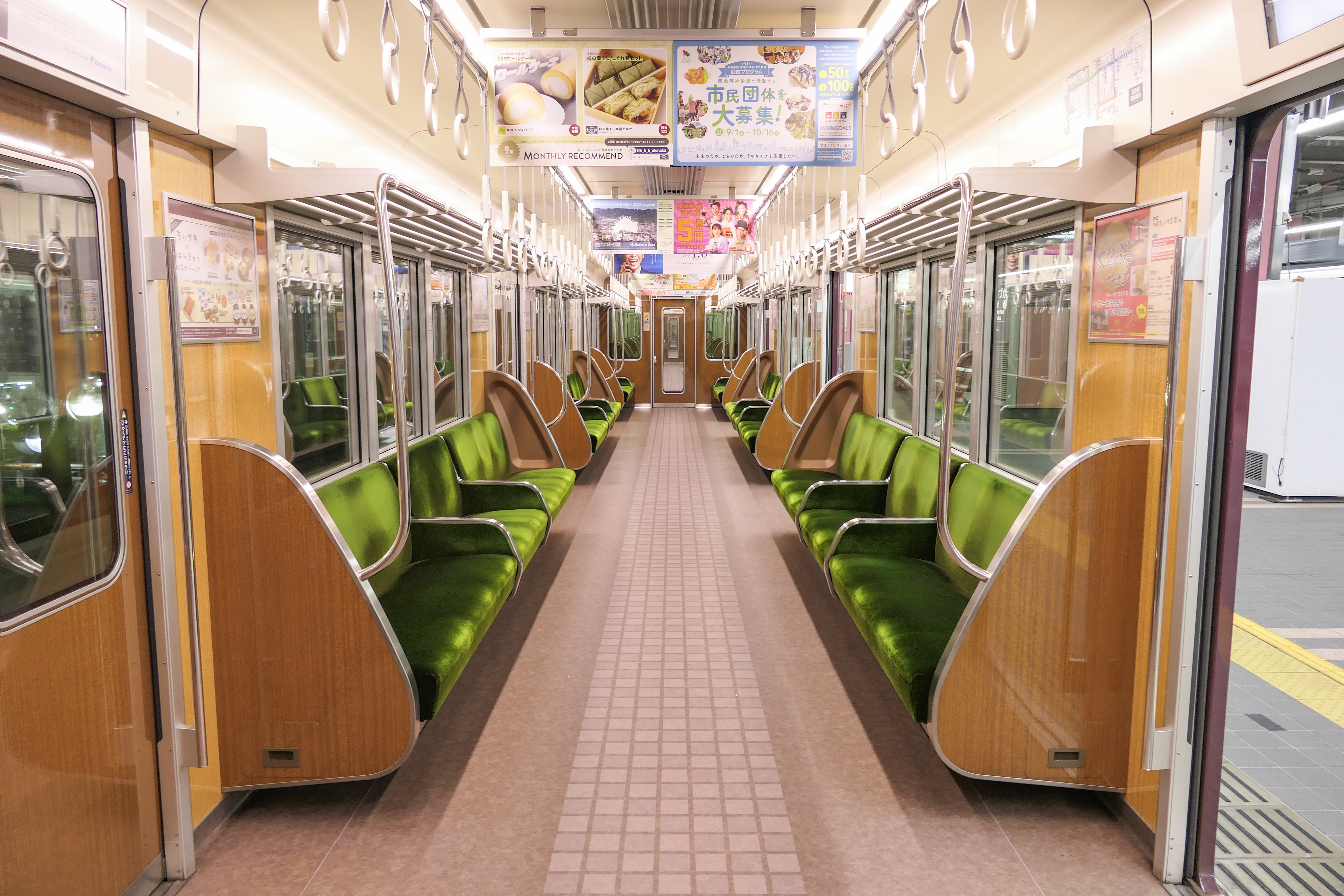
車内
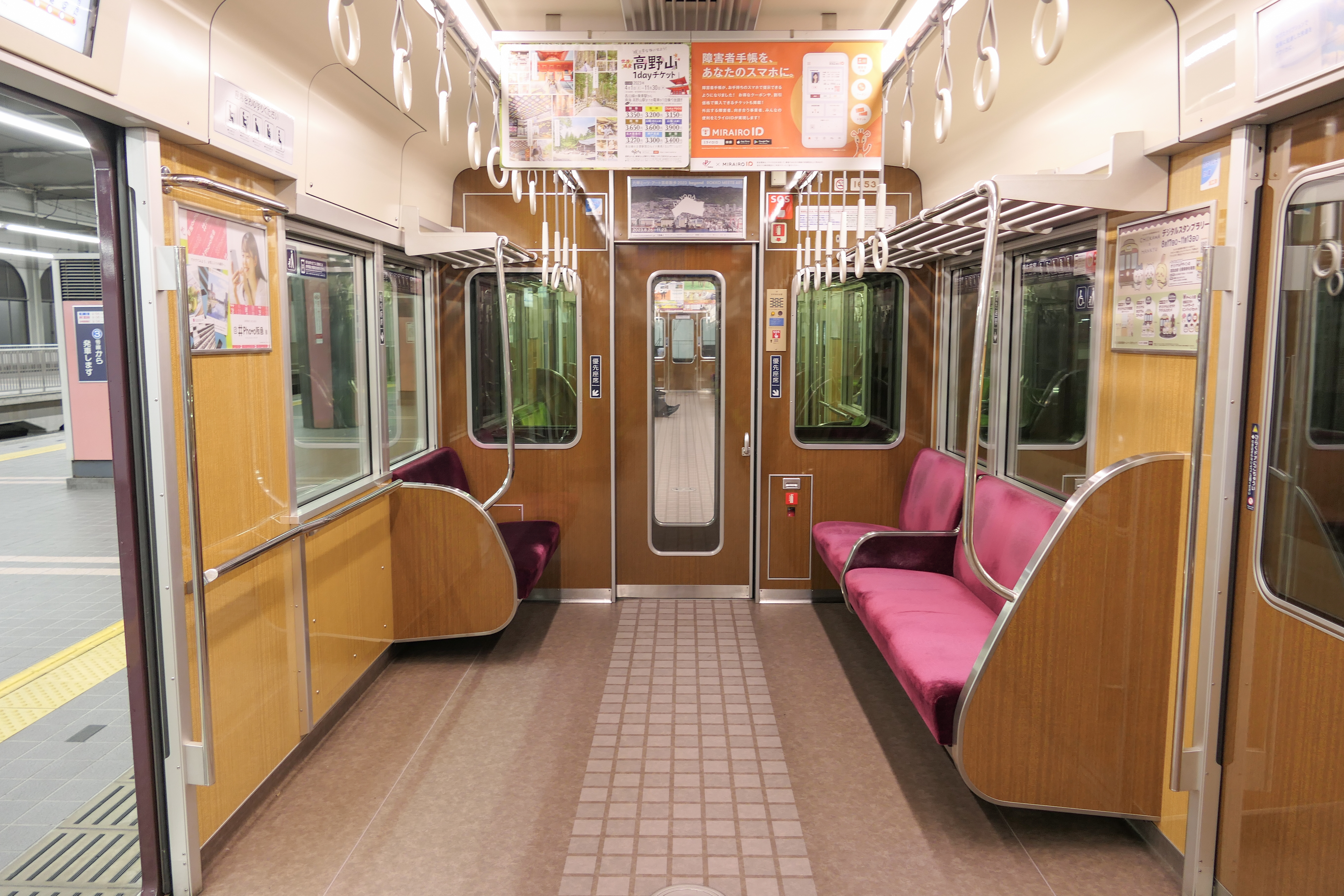
優先席
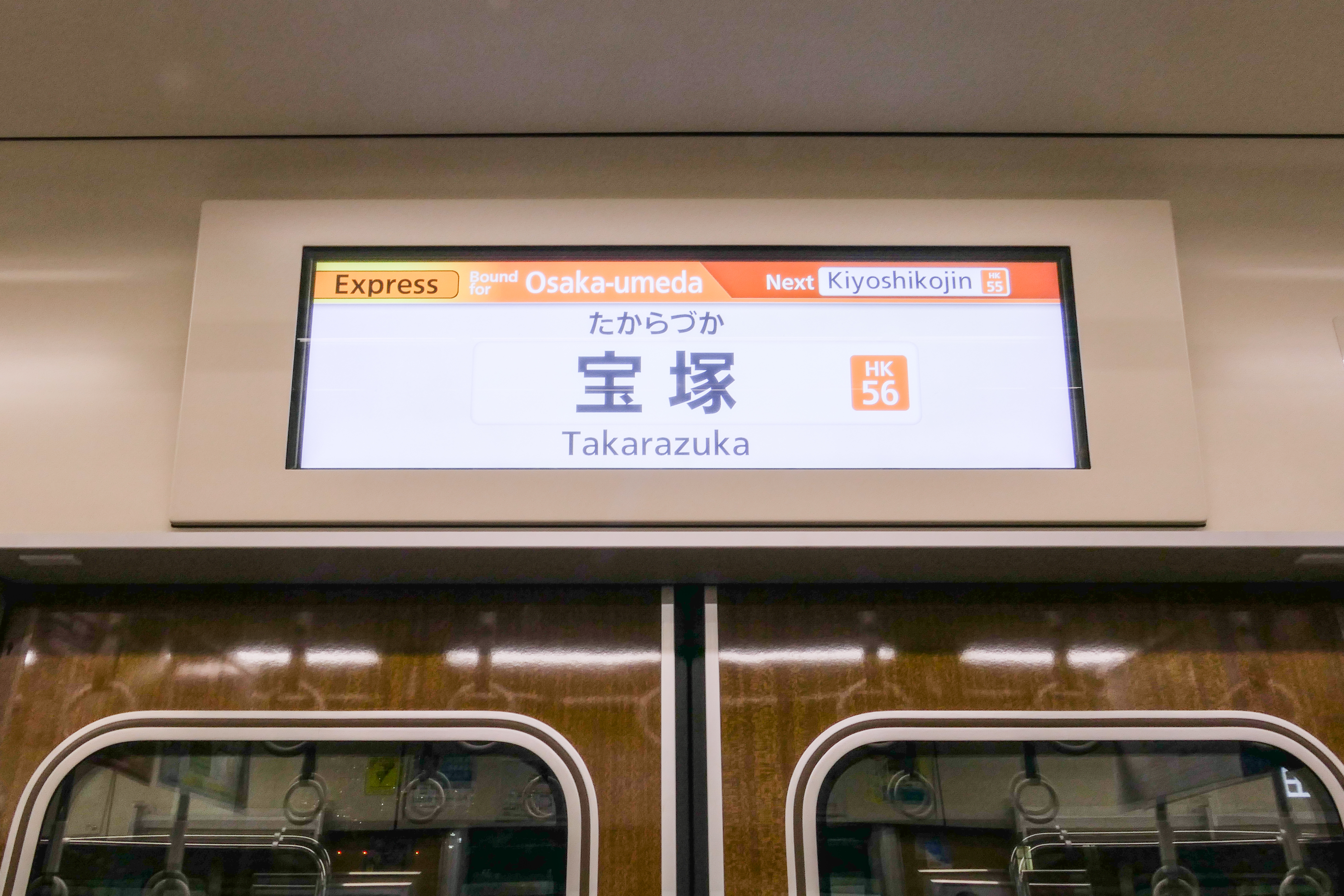
車内案内表示装置
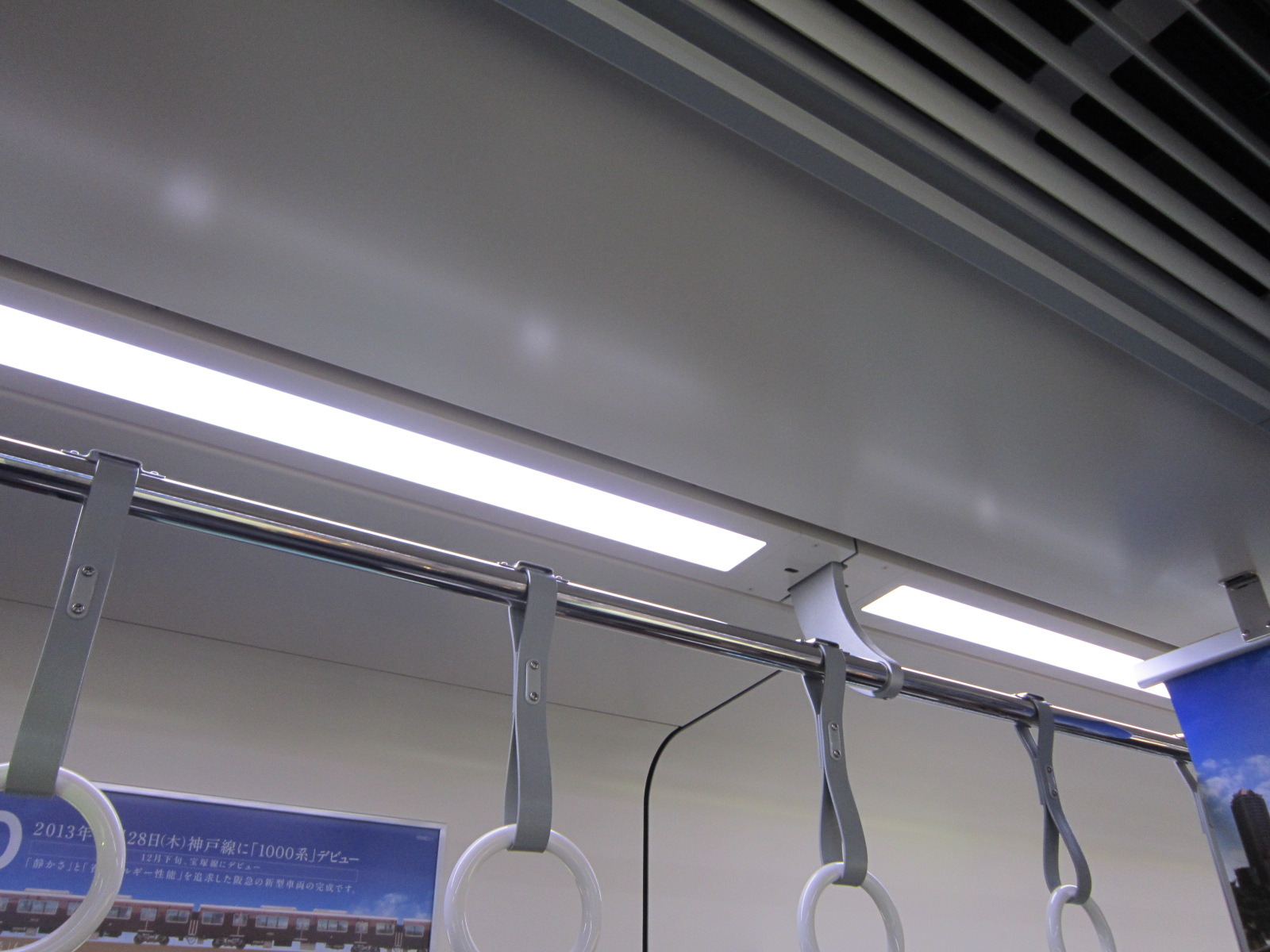
LED室内照明
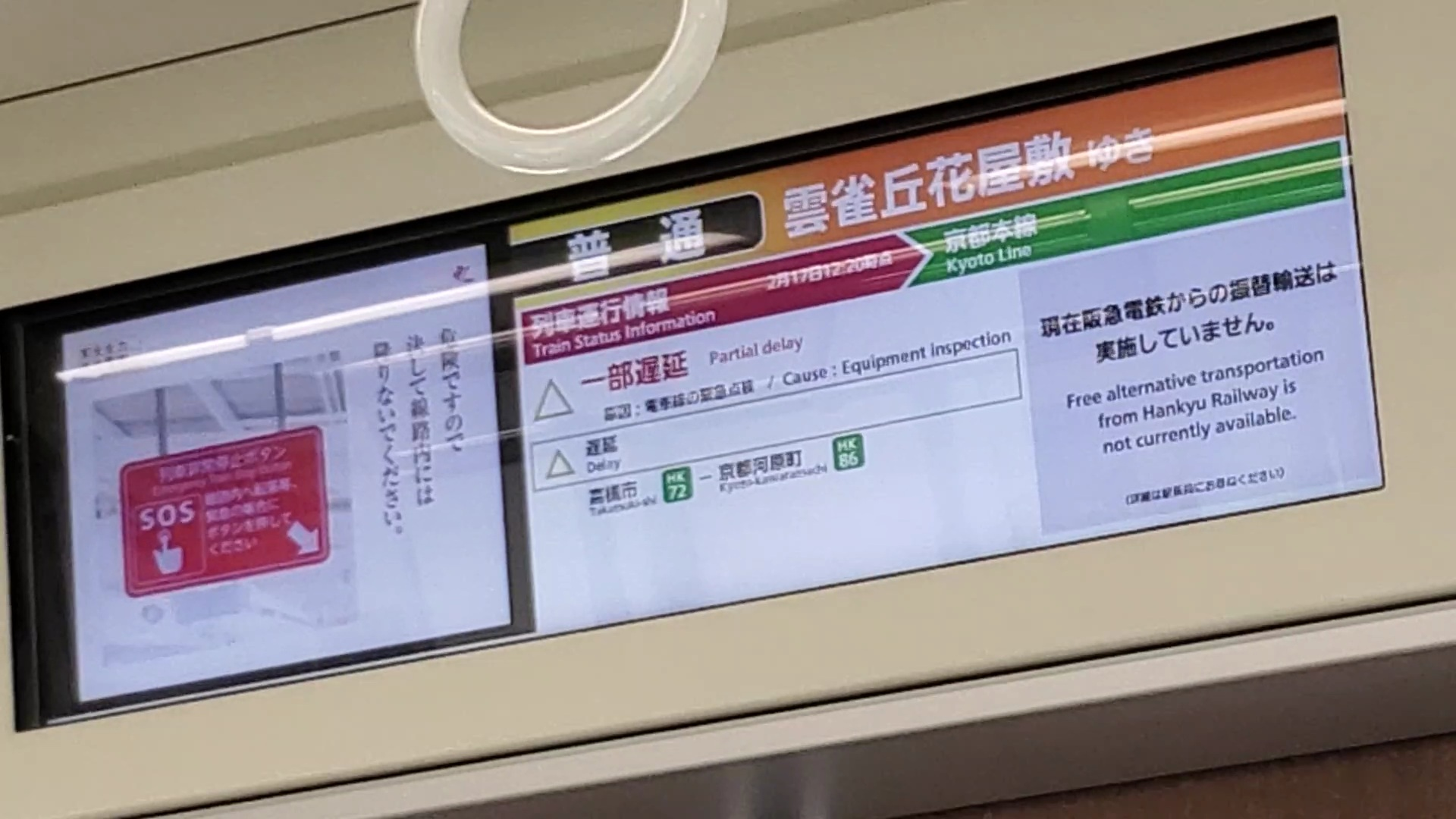
運行情報の掲載例

#### 運転台

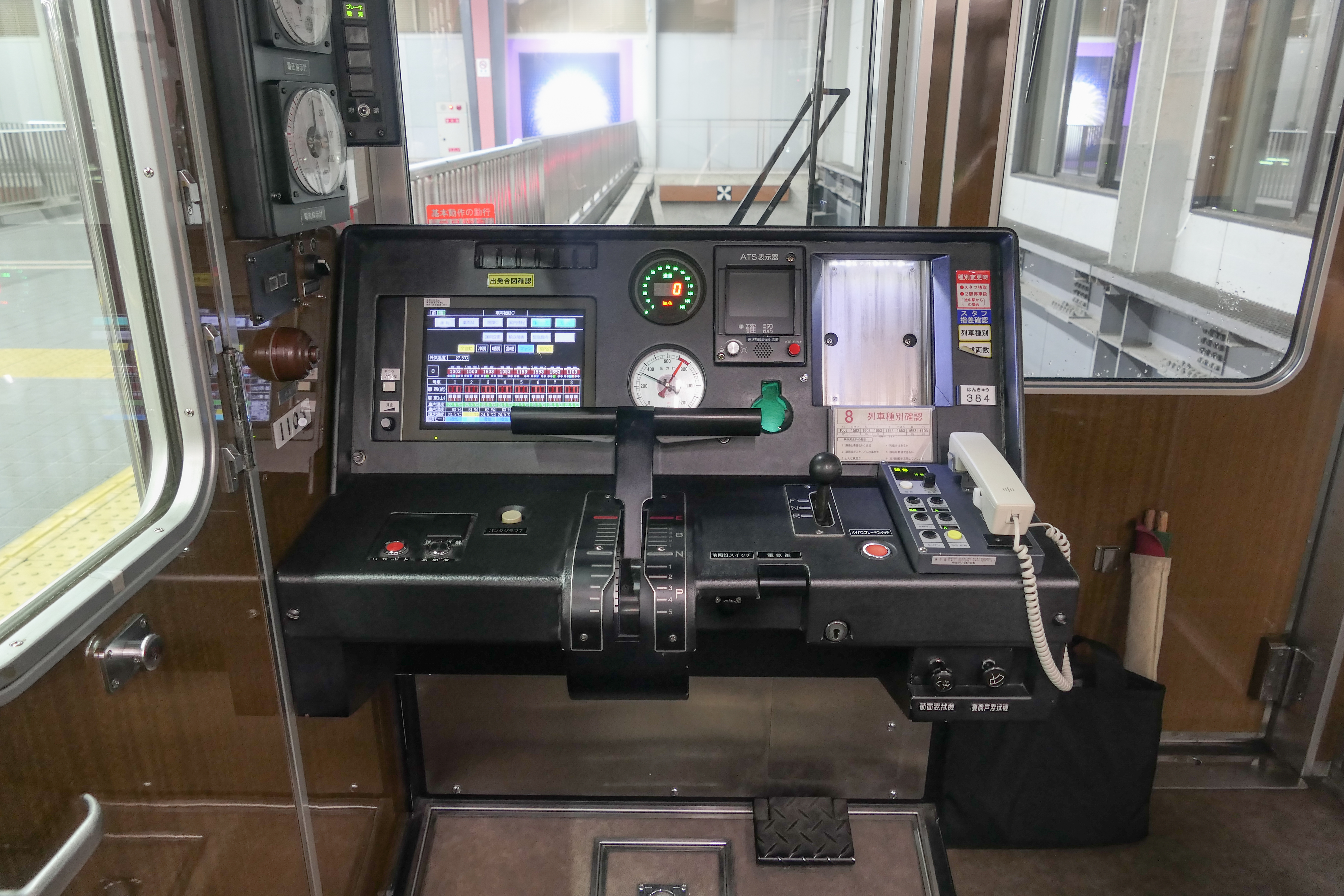
運転台

運転台のデスクの前面にモニタ画面を配置し、デスクには列車無線操作器を設置している。モニターでは、車両情報や故障情報、駅間消費電力の表示、種別・行先表示装置や車内案内情報装置、空調の設定が行える。
主幹制御器はワンハンドルマスコンを採用、力行5段、ブレーキ6段、非常ブレーキとなっている。ハンドルには在来のワンハンドル車同様、デッドマン装置が装備され、運転士が急病などの際に握れなくなった場合に非常ブレーキが作動する。

### 主要機器
主電動機は定格出力190 kW、定格回転数2,000 rpmの全閉自冷式永久磁石同期電動機(PMSM)を採用した。高効率化により全閉自冷構造となり、消費電力量と騒音の低減を実現した。また、回転子と固定子を分解することなく軸受およびグリース交換が可能な構造とし、保守性の向上を図った。
制御装置は、主回路素子にIGBTを用いたスナバレス2レベル方式のセンサレスベクトル制御VVVFインバータ制御装置を採用した。PMSMでは各モーター毎の個別制御が必須となるが、2回路分を1パッケージに収めたパワーデバイスを開発し、これを用いて冷却器1つで4つのインバータ回路を冷却可能なユニットを開発、これを2群構成として8台のモーターを制御する。一方、制御ユニットについても演算を高速化し、1つのプロセッサで2回路のインバータ回路を制御可能にした。これらにより8個モータ制御ながら装置を誘導電動機用インバータ装置と同等のサイズまで小型化を実現した。なお本制御装置は惰行制御機能を有する。
台車は、乗り心地の良さとメンテナンス性に優れたボルスタ付きモノリンク式空気ばね台車を採用、新日鐵住金製FS579M（M車）とFS579T（T車）を装着している。基礎ブレーキは効率と応答性に優れ、部品点数が少なく保守の効率化が図れるユニットブレーキ装置を採用、駆動装置は小型歯車継手を使用し、歯車装置の歯面形状を最適化した低騒音駆動装置を採用している。
ブレーキ装置は、回生優先ブレーキ併用全電気指令式電磁直通ブレーキを採用し、「非常ブレーキ」「常用ブレーキ」「保安ブレーキ」「ATSブレーキ」の4機能を有したブレーキ制御装置を各台車に設けている。ブレーキ力演算は台車単位で行い、よりきめ細やかなブレーキ制御が可能になるとともに、ブレーキ保安度の向上が図られている。
空調装置は、1両当たりの冷凍能力を40,000 kcal/h (46.51 kW)とし、除湿・急速暖房機能を付加している。季節による着衣量、温度、湿度、乗車率、扉の開閉などの様々な条件を考慮するPMV（熱的快適性評価指数）演算により最適な目標温度を設定し、空調装置を制御する。
補助電源装置は容量150 kVA、出力AC440 V、主回路構成にIGBT素子を用いた2レベルインバータ装置を採用している。
1000系では新たにインテル製x86 CPUとWindows Embedded Standard 2009をベースとした車両情報システムを採用し、従来別々に構成していたモニタリングシステムと車内案内情報システムが統合された。これにより装置・伝送路を共通化し、搭載機器・艤装配線を削減している。先頭車に設置されたモニタ中央装置と中間車設置されたモニタ端末装置はそれぞれ100 Mbpsイーサネット伝送路で接続され、車両内支線はIEEE802.3の100BASE-Tにてまた、各機器とはEIA-485にて伝送する。これにより車両案内表示において広告用動画にも対応可能な大容量データ転送を可能にしただけでなく、各種車両機器のモニタリング状態もまとめて運転席にまで届けることを可能にした。さらに運転状況記録は両先頭車のモニタ装置で同時記録を行う。
コンテンツサーバーにはCM動画を保存し、車内の案内表示器に配信する。FOMA車載器は、FOMA網で受信した天気予報やニュースを車内案内表示器に配信する。

## 形式
車種は制御車 (Tc) 、パンタグラフ付き電動車 (M) 、電動車 (M') 、付随車 (T) の4車種で構成される。各車種の2形式とも、ほぼ同一仕様となっている。阪急では6300系以来となる両先頭車が付随車となった。そのため、中間付随車はそれまでの4両または5両から2両に減らされ、MT比も8000系と同等の4M4Tとなっている。制御装置・補助電源装置・電動空気圧縮機が3両に分散して搭載されるのは、3000系・3100系の冷房改造車以来となった。また、登場時から形式名の頭に「Tc」や「M」といった記号が付加されているほか、形式番号は9000系までの付与方法から変更されている。頭に車種記号を付加する方式は、2017年9月に既存形式へも適用が拡大された。
Tc1000形（1000番台・1100番台） (Tc)
制御車。電動空気圧縮機を搭載。1000番台は大阪梅田駅方、1100番台は新開地駅、宝塚駅方の先頭車。1100番台は、屋根上にFOMAアンテナを設置している。
M1500形（1500番台・1550番台） (M)
パンタグラフ付き中間電動車。床下にVVVFインバータ2組と蓄電池、屋根上にシングルアーム式パンタグラフ2基を搭載。
M1600形（1600番台・1650番台） (M')
中間電動車。補助電源装置として静止形インバータを搭載する。
T1050形（1050番台・1150番台） (T)
付随車。特別な機器は搭載しない。
なお、鉄道趣味誌では、従来からの形式呼称に準拠した「1000形・1100形（Tc）」「1500形・1550形（M）」「1600形・1650形（M'）」「1050形・1150形（T）」と表記される場合もある。

## 運用
2013年11月28日に神戸線で、翌12月25日に宝塚線で営業運転を開始した。以後、神戸線と宝塚線に順次投入されている。
本形式は8両編成のみで、自動併解結装置が装備されていないため、他系式の2両を増結した10両編成運転は行われていない。能勢電鉄線への「日生エクスプレス」としての乗り入れに対応している。
また、神戸線配属の1010Fと宝塚線配属の1012Fは神戸線・宝塚線両線の方向幕が収録されており、神戸線・宝塚線両線で使用される（日生エクスプレスには充当されない）。一例として、2017年9月には神戸線所属の1010Fが宝塚線で使用された。2018年3月には宝塚線所属の1012Fが神戸線で使用された。
2018年（平成30年）の11月11日には、1111号を含む1011Fが大阪梅田駅を11時11分に発車する神戸三宮行きの普通列車に充当された。同車両は翌2019年（令和元年）以降の同日にも同時刻の列車に充当されている。

## 編成
2023年4月1日現在の編成。所属車庫は、神戸線が西宮車庫、宝塚線が平井車庫である。
| ← 大阪梅田・日生中央新開地・宝塚 → | ← 大阪梅田・日生中央新開地・宝塚 → | ← 大阪梅田・日生中央新開地・宝塚 → | ← 大阪梅田・日生中央新開地・宝塚 → | ← 大阪梅田・日生中央新開地・宝塚 → | ← 大阪梅田・日生中央新開地・宝塚 → | ← 大阪梅田・日生中央新開地・宝塚 → | ← 大阪梅田・日生中央新開地・宝塚 → | 竣工           | 営業運転開始   | 所属   | 備考                                         |
| 1000 (Tc)                          | 1500 (M)                           | 1600 (M')                          | 1050 (T)                           | 1150 (T)                           | 1550 (M)                           | 1650 (M')                          | 1100 (Tc)                          | 竣工           | 営業運転開始   | 所属   | 備考                                         |
| 1000                               | 1500                               | 1600                               | 1050                               | 1150                               | 1550                               | 1650                               | 1100                               | 2013年11月19日 | 2013年11月28日 | 神戸線 |                                              |
| 1001                               | 1501                               | 1601                               | 1051                               | 1151                               | 1551                               | 1651                               | 1101                               | 2013年12月24日 | 2013年12月25日 | 宝塚線 | トムとジェリーラッピング                     |
| 1002                               | 1502                               | 1602                               | 1052                               | 1152                               | 1552                               | 1652                               | 1102                               | 2014年7月14日  | 2014年7月15日  | 神戸線 | トムとジェリーラッピング                     |
| 1003                               | 1503                               | 1603                               | 1053                               | 1153                               | 1553                               | 1653                               | 1103                               | 2014年9月9日   | 2014年9月10日  | 宝塚線 |                                              |
| 1004                               | 1504                               | 1604                               | 1054                               | 1154                               | 1554                               | 1654                               | 1104                               | 2015年4月9日   | 2015年4月10日  | 宝塚線 |                                              |
| 1005                               | 1505                               | 1605                               | 1055                               | 1155                               | 1555                               | 1655                               | 1105                               | 2015年6月12日  | 2015年6月13日  | 神戸線 |                                              |
| 1006                               | 1506                               | 1606                               | 1056                               | 1156                               | 1556                               | 1656                               | 1106                               | 2015年9月4日   | 2015年9月7日   | 宝塚線 |                                              |
| 1007                               | 1507                               | 1607                               | 1057                               | 1157                               | 1557                               | 1657                               | 1107                               | 2015年10月22日 | 2015年10月23日 | 神戸線 | 万博ラッピング                               |
| 1008                               | 1508                               | 1608                               | 1058                               | 1158                               | 1558                               | 1658                               | 1108                               | 2016年1月29日  | 2016年2月1日   | 神戸線 |                                              |
| 1009                               | 1509                               | 1609                               | 1059                               | 1159                               | 1559                               | 1659                               | 1109                               | 2016年8月19日  | 2016年8月20日  | 宝塚線 | 万博ラッピング                               |
| 1010                               | 1510                               | 1610                               | 1060                               | 1160                               | 1560                               | 1660                               | 1110                               | 2017年3月23日  | 2017年3月24日  | 神戸線 | 宝塚線貸出経歴あり                           |
| 1011                               | 1511                               | 1611                               | 1061                               | 1161                               | 1561                               | 1661                               | 1111                               | 2017年7月31日  | 2017年8月1日   | 神戸線 | SDGsトレイン                                 |
| 1012                               | 1512                               | 1612                               | 1062                               | 1162                               | 1562                               | 1662                               | 1112                               | 2017年10月24日 | 2017年10月25日 | 宝塚線 | 神戸線貸出経歴あり                           |
| 1013                               | 1513                               | 1613                               | 1063                               | 1163                               | 1563                               | 1663                               | 1113                               | 2018年3月5日   | 2018年3月6日   | 宝塚線 | SDGsトレイン                                 |
| 1014                               | 1514                               | 1614                               | 1064                               | 1164                               | 1564                               | 1664                               | 1114                               | 2018年3月22日  | 2018年3月23日  | 神戸線 |                                              |
| 1015                               | 1515                               | 1615                               | 1065                               | 1165                               | 1565                               | 1665                               | 1115                               | 2018年10月4日  | 2018年10月5日  | 宝塚線 |                                              |
| 1016                               | 1516                               | 1616                               | 1066                               | 1166                               | 1566                               | 1666                               | 1116                               | 2019年2月14日  | 2019年2月15日  | 神戸線 | 本編成より、行先表示器の点滅周波数を変更。   |
| 1017                               | 1517                               | 1617                               | 1067                               | 1167                               | 1567                               | 1667                               | 1117                               | 2019年3月26日  | 2019年3月27日  | 神戸線 |                                              |
| 1018                               | 1518                               | 1618                               | 1068                               | 1168                               | 1568                               | 1668                               | 1118                               | 2020年3月18日  | 2020年3月18日  | 宝塚線 | 本編成より製造時から車両番号が側窓上にも標記 |
| 1019                               | 1519                               | 1619                               | 1069                               | 1169                               | 1569                               | 1669                               | 1119                               | 2021年6月16日  | 2021年6月17日  | 神戸線 |                                              |

## ラッピング列車
- 「リラックマ号」
2015年7月18日から8月31日まで「夏の阪急電車 リラックマ号」が運行され、1000F（神戸線）・1004F（宝塚線）にリラックマのキャラクターを装飾した[40]。
2016年春には第2弾として「さくらの阪急電車 リラックマ号」が3月10日から4月17日まで運行され[41]、1008F（神戸線）・1006F（宝塚線）が起用されていた[42]。
- 「宝夢」・「爽風」
2015年11月から2017年11月まで、1003Fに宝塚線の沿線観光スポットPRを目的とした、リボンの騎士や鉄腕アトムなどの手塚治虫作品によるラッピングが施工されていた[43][44]。2016年3月には「宝夢（ゆめ）」として命名され3月27日よりヘッドマークの掲出を開始した[45][46]。2017年7月にはヘッドマークのデザインが変更された[47]。
2018年3月17日から、1002F（神戸線）が「爽風（かぜ）」となり[注 4]、イラストレーターである中村佑介のイラストがラッピングされた。「宝夢」は1001F（宝塚線）となり、漫画『ベルサイユのばら』の原作者である池田理代子のイラストがラッピングされていた[48][49]。
2018年11月17日から2019年10月31日までは新デザインで運行されていた。各ラッピングの愛称と作家はそのままで、施工編成は「爽風」が1007F（神戸線）、「宝夢」が1004F（宝塚線）に変更された。当初は2019年3月31日までの予定だったが、デザイン変更と同時に延長された[50][51]。
- 「スヌーピー&フレンズ号」
2016年10月1日からは、『ピーナッツ』のキャラクターを装飾した「スヌーピー&フレンズ号」の運転を開始し、1007F（神戸線）・1001F（宝塚線）が使用された[52][53]。当初は2017年1月9日までの予定だったが、好評のため同年3月31日まで延長となった[54]。
2018年は第2弾として3月24日から8月31日まで、1011F（神戸線）[55]・1009F（宝塚線）を使用して運行された[56][57]。
- 「SDGsトレイン 未来のゆめ・まち号」
2019年5月27日より、「阪急阪神 未来のゆめ・まちプロジェクト（ゆめ・まちプロジェクト）」10周年を記念して、「SDGsトレイン 未来のゆめ・まち号」の運転を開始した。1011F（神戸線）・1009F（宝塚線）にラッピング施工されており、2020年5月末まで運行される予定であったが[58]、大阪・関西万博が開催される2025年まで運行期間が延長になった[59]。2020年9月8日から2021年9月上旬までは「SDGsトレイン 2020」として、東急グループと共通デザインのヘッドマークを装備して運転された[60]。2022年4月5日からラッピングデザインを変更し、編成は1000F（神戸線）・1001F（宝塚線）に変更された[61]。2024年4月24日からは再びラッピングデザインを変更し、編成は1011F（神戸線）・1013F（宝塚線）に変更された[62]。
- 「えほんトレイン・ジャッキー号」
2019年7月7日から2020年3月31日まで、人気絵本シリーズ『くまのがっこう』のキャラクターをラッピングした、「えほんトレイン・ジャッキー号」が運転されていた。1005F（神戸線）・1015F（宝塚線）にラッピング、ドア窓は内側に施工された[63][64]。2019年11月1日には、ヘッドマークのデザインと車内のドア横ポスターのデザインが一新された[65]。
- 「すみっコぐらし号」
2020年9月1日から2021年3月31日まで、1016F（神戸線）・1003F（宝塚線）に『すみっコぐらし』のキャラクターをラッピングした、「すみっコぐらし号」が運転されていた[66][67]。
- 「コウペンちゃん号」
2021年7月14日から2022年1月31日まで、1014F（神戸線）・1013F（宝塚線）に『コウペンちゃん』のキャラクターをラッピングした、「コウペンちゃん号」が運転されていた[68]。阪急で初めての取組として、前面と側面のLED行先表示にコウペンちゃんのイラストを表示していたほか、乗務員室にコウペンちゃんのぬいぐるみを添乗させていた[69]。
- 「ミッフィー号」
2022年8月3日から、『ミッフィー』のキャラクターをラッピングした「ミッフィー号」が運転された。1008F（神戸線）・1006F（宝塚線）にラッピングされており、2023年3月30日まで運転されていた[70]。
- 「ハチワレ号」・「ちいかわ号」
2023年8月4日から、『ちいかわ』のキャラクターをラッピングした「ハチワレ号」「ちいかわ号」が運転されている。1017F（神戸線）が「ハチワレ号」、1004F（宝塚線）が「ちいかわ号」にラッピングされており、2024年3月28日まで運転される。コウペンちゃん号と同様に、乗務員室にそれぞれハチワレとちいかわのぬいぐるみを添乗させる[71][72][73]。
- 「大阪・関西万博ラッピングトレイン」
2023年11月30日から、「大阪・関西万博」のラッピングトレインが運転されている。1007F（神戸線）、1009F（宝塚線）にラッピングされている[74]。
- 「トムとジェリー号」
2024年8月23日から、ワーナーブラザース・ディスカバリー グローバル・コンシューマープロダクツとのパートナーシップのもと、「トムとジェリー×阪急電車」コラボレーション企画の一環として『トムとジェリー』のキャラクターをラッピングした「トムとジェリー号」が運転されている。1002F（神戸線）、1001F（宝塚線）にラッピングされており、2025年3月27日まで運転される[75]。
- 「カーボンニュートラル運行ラッピング」
2025年4月1日から、「カーボンニュートラル運行」のラッピングトレインが運転されている。2027年3月31日まで運転される予定[76]。

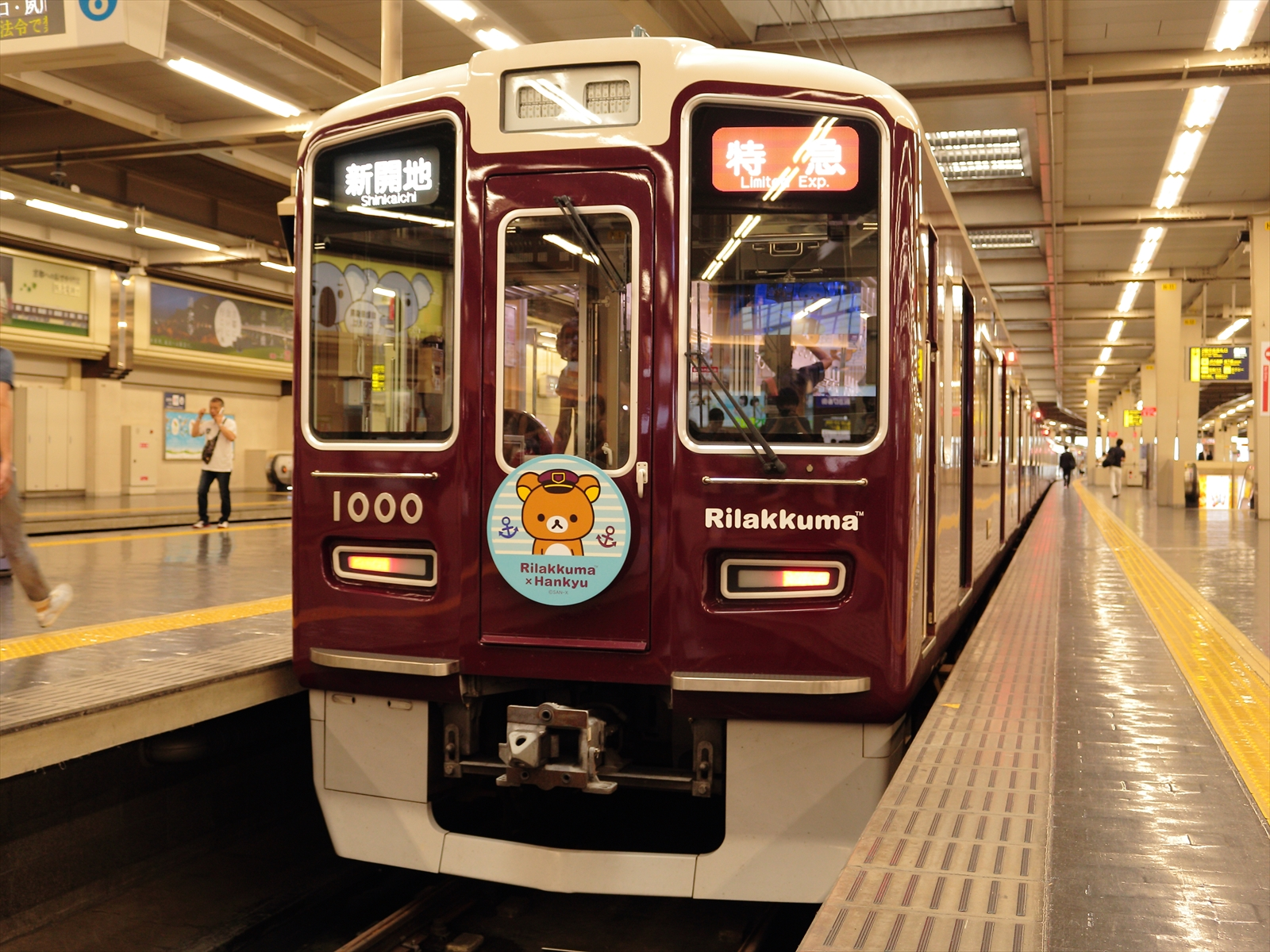
夏の阪急電車 リラックマ号《1000F》 （2015年7月18日 梅田駅）
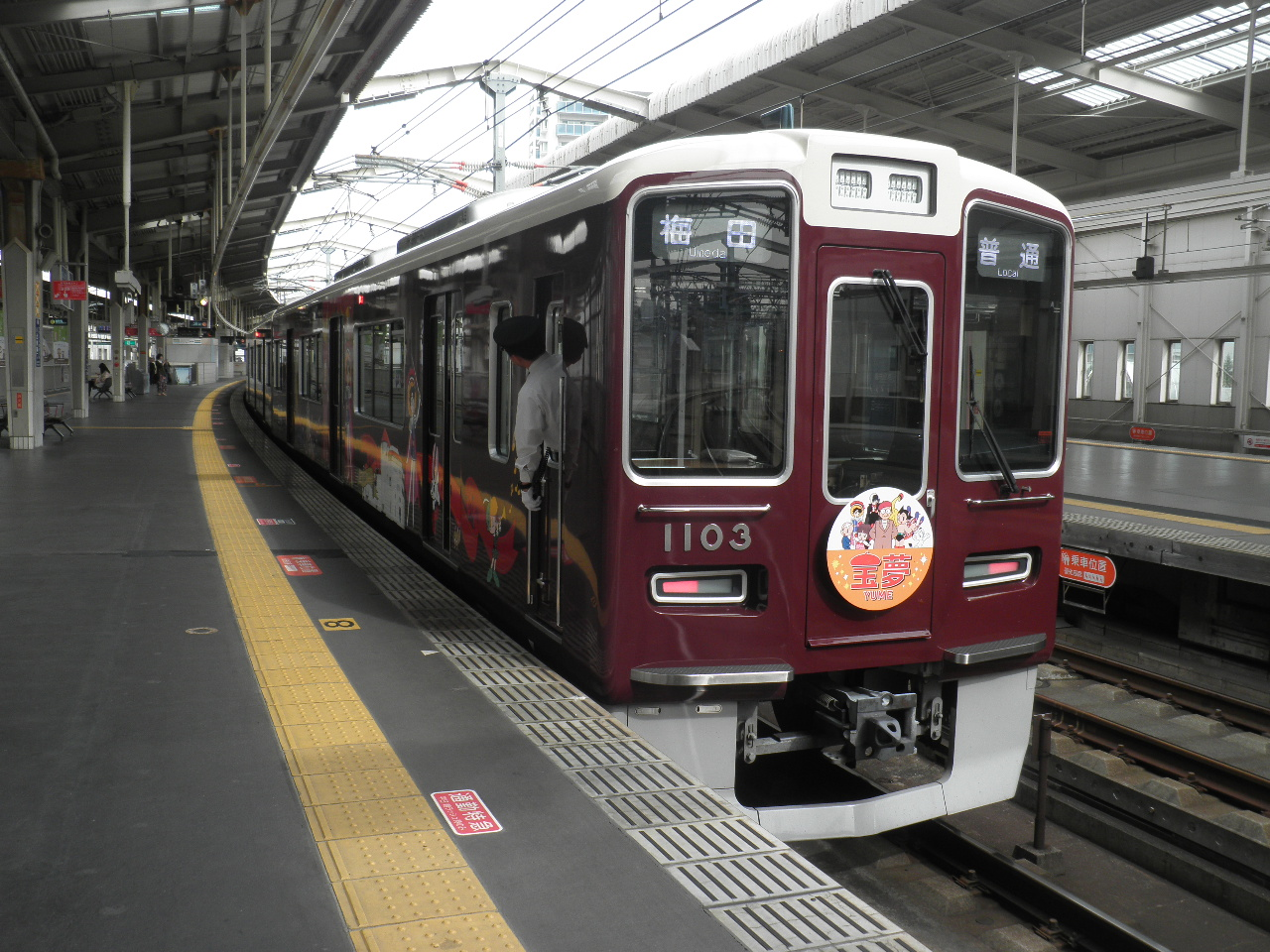
初代 宝塚線ラッピング車「宝夢」《1003F》 （2016年4月 川西能勢口駅）
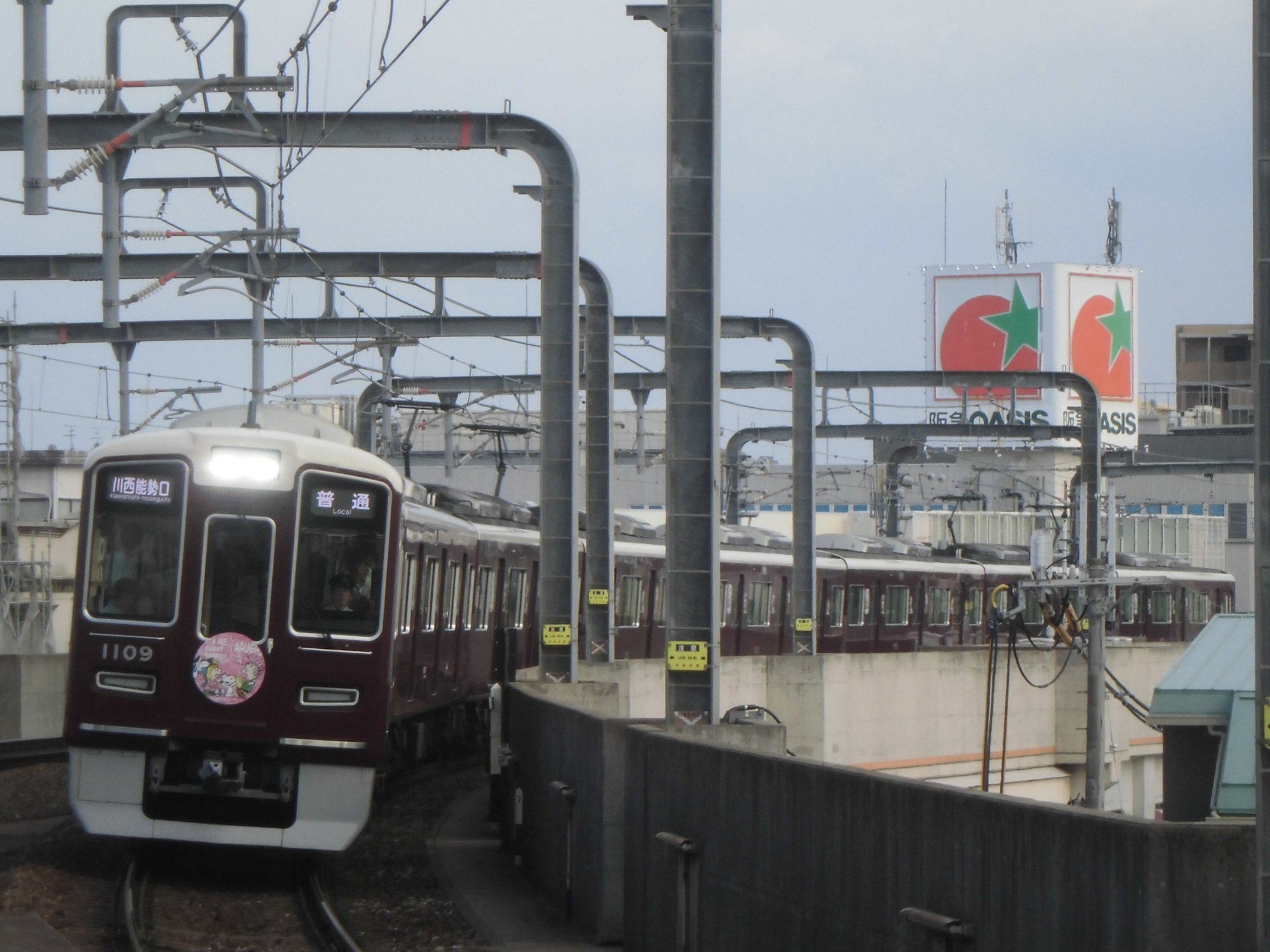
2代目 スヌーピー&フレンズ号《宝塚線 1009F》 （2018年7月 豊中駅）
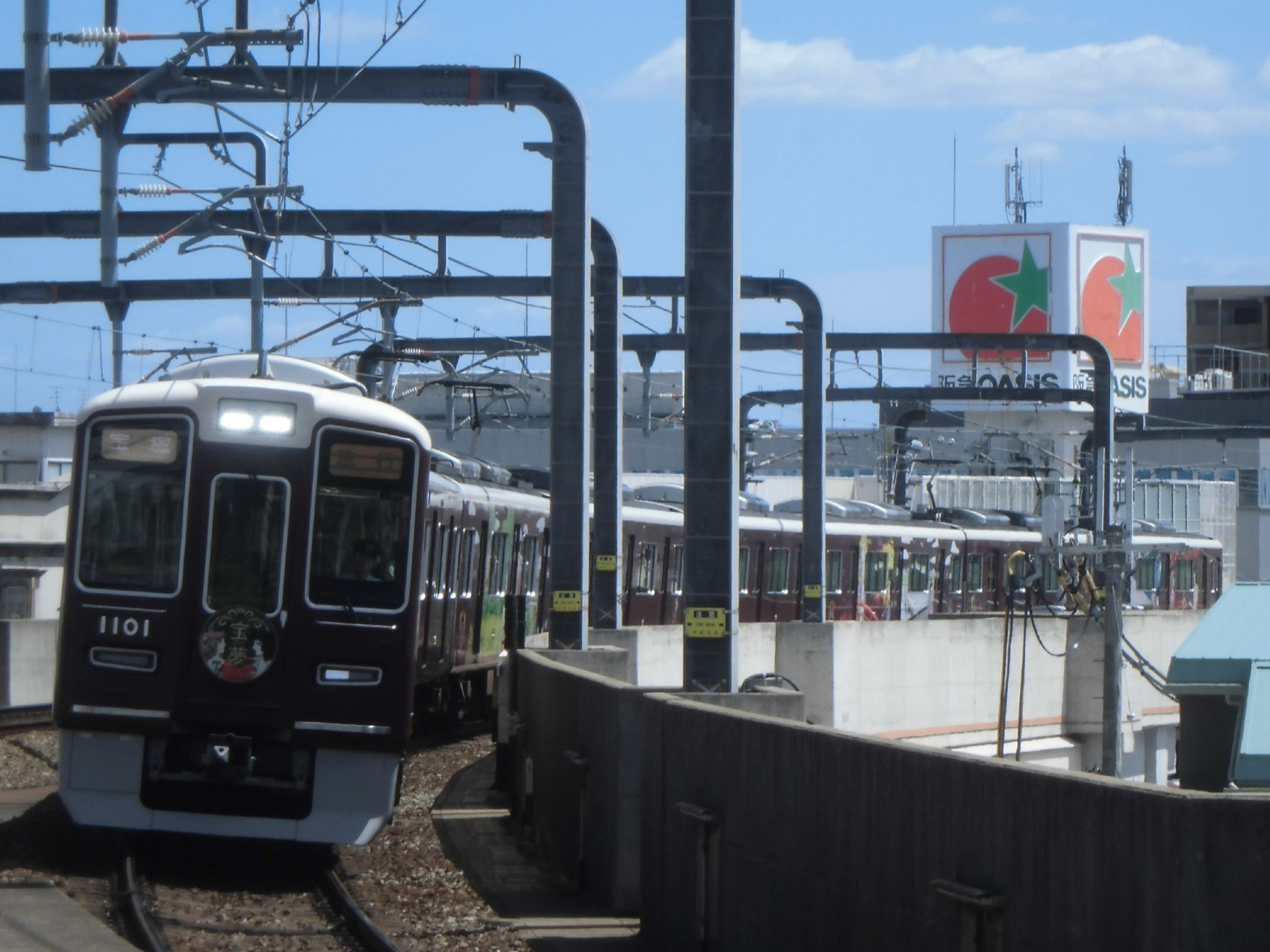
2代目 宝塚線ラッピング車 「宝夢」《1001F》 （豊中駅）
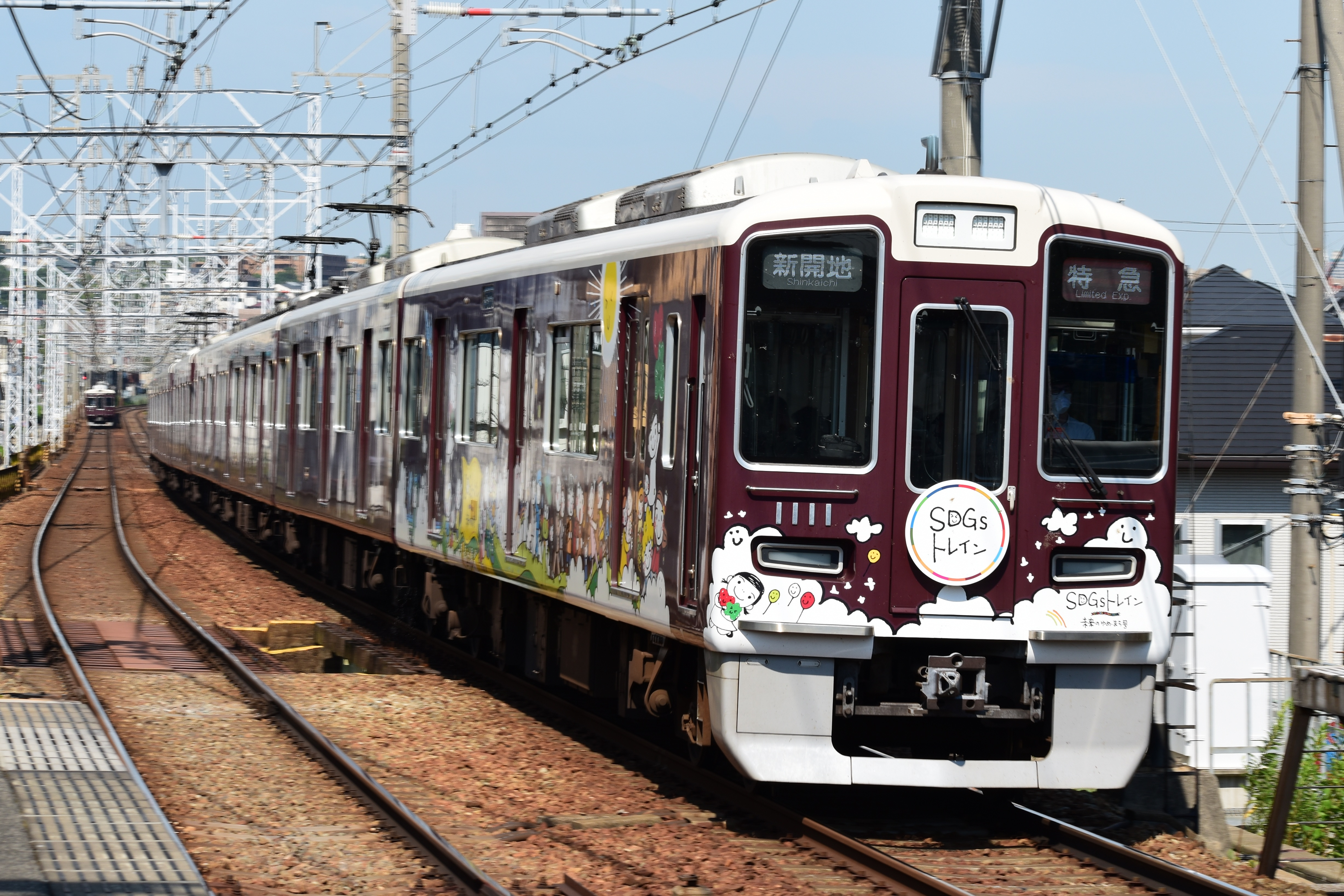
初代 SDGsトレイン 未来のゆめ・まち号 《神戸線 1011F》（2021年7月20日 芦屋川駅）
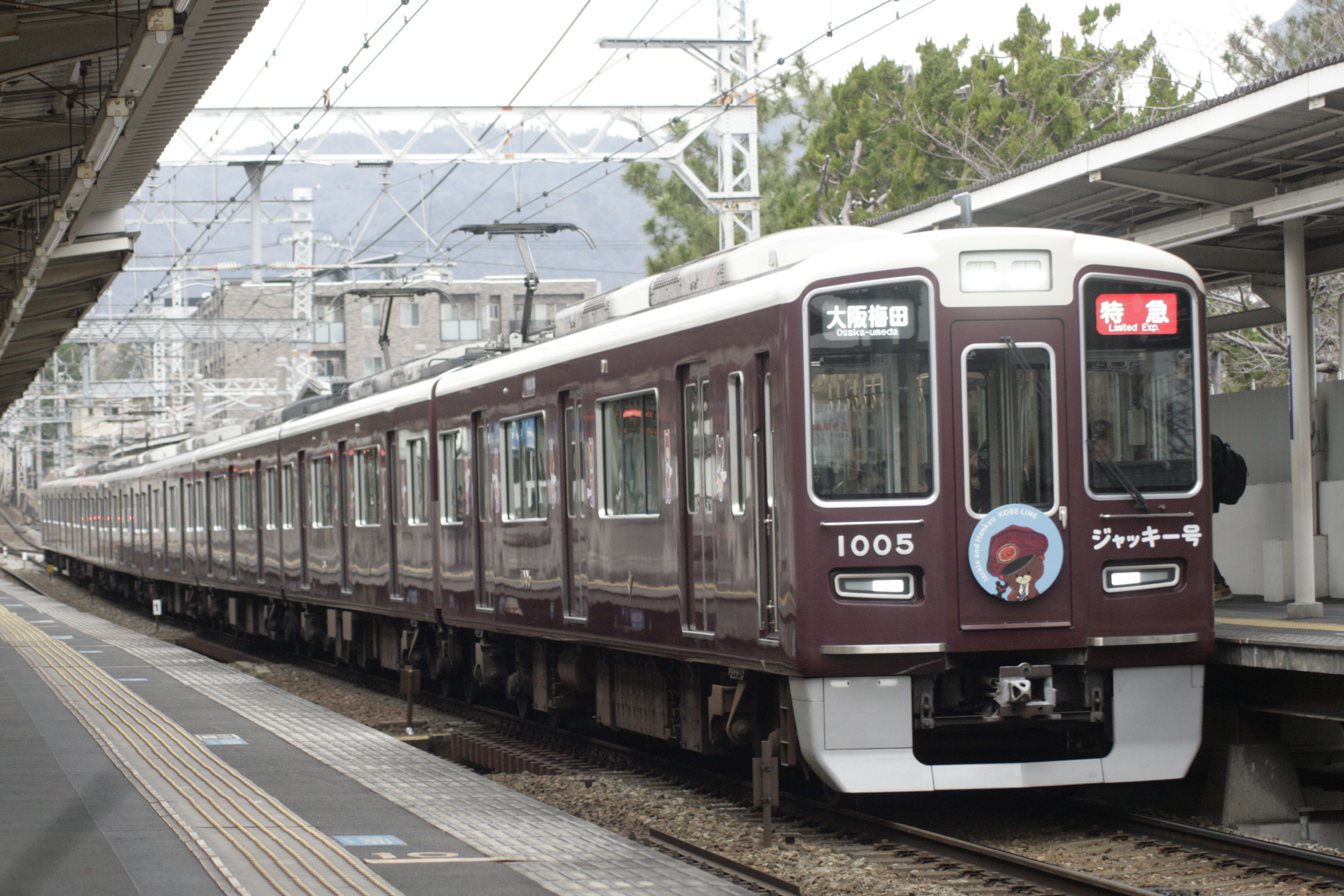
えほんトレイン ジャッキー号《神戸線 1005F》 (2020年1月14日 夙川駅)
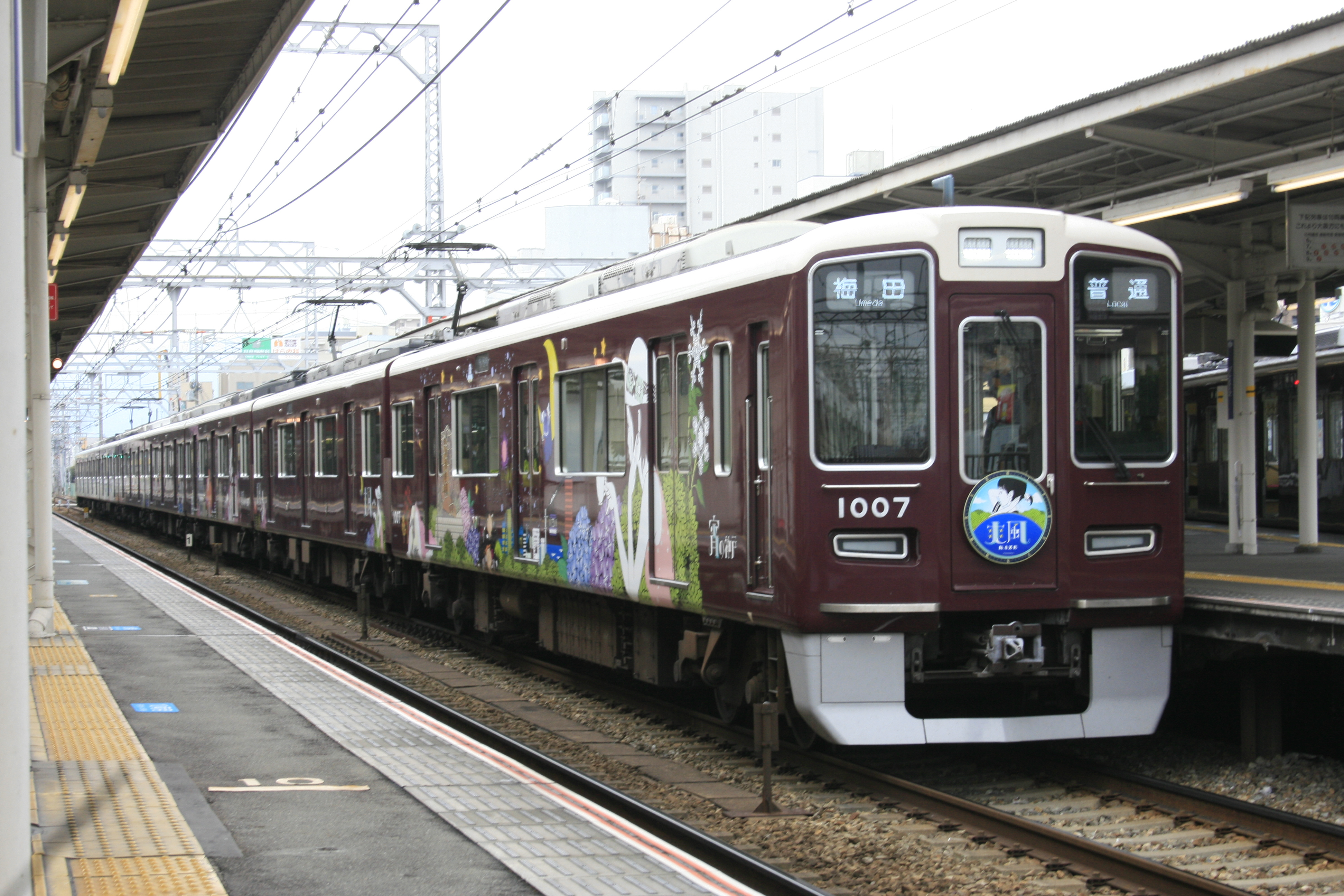
3代目 神戸線ラッピング車「爽風」《1007F》 （2019年3月19日 塚口駅）
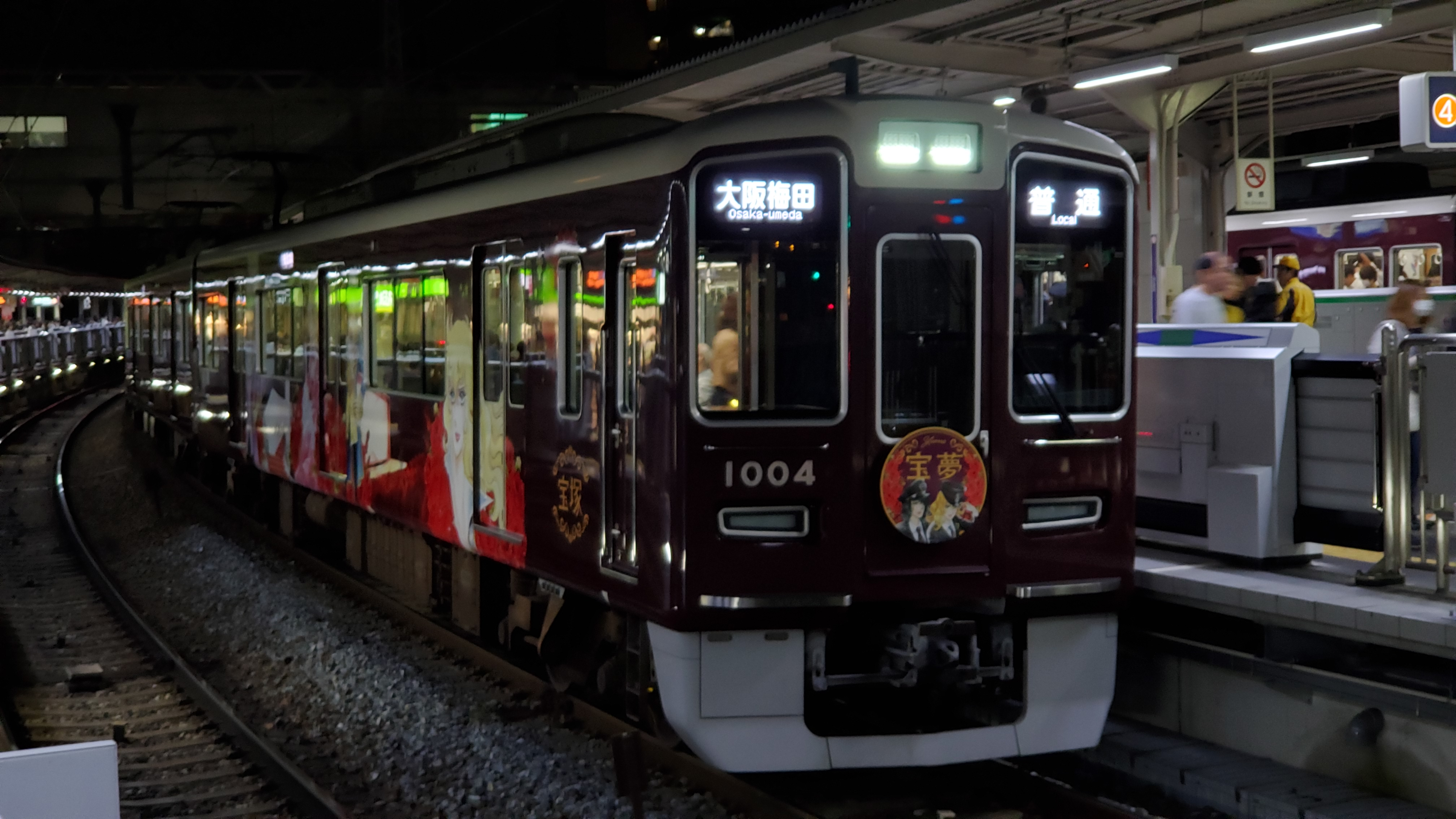
3代目 宝塚線ラッピング車「宝夢」《1004F》 （2019年10月29日 十三駅）
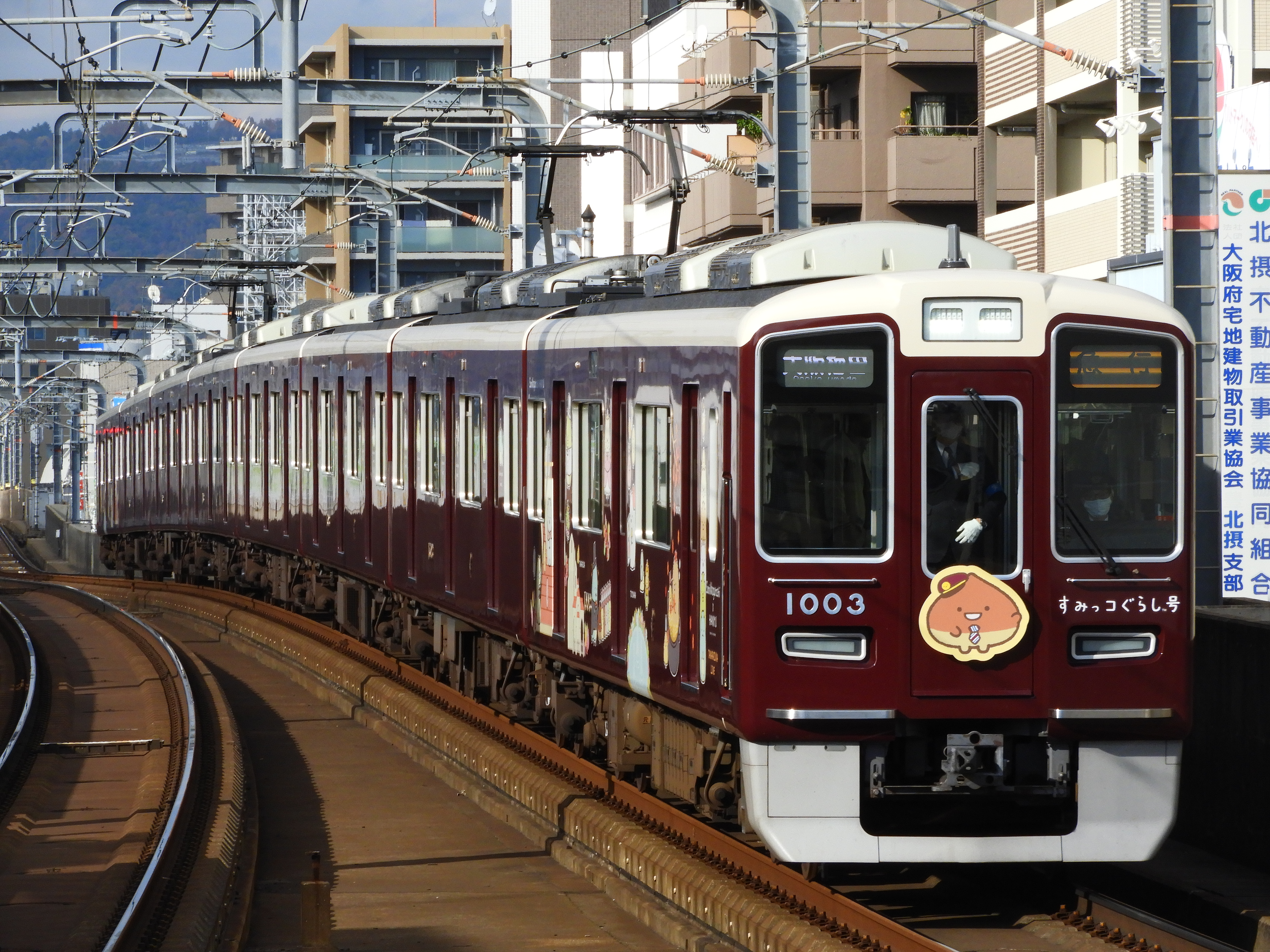
すみっコぐらし号《宝塚線 1003F》 （2020年11月19日 岡町駅）
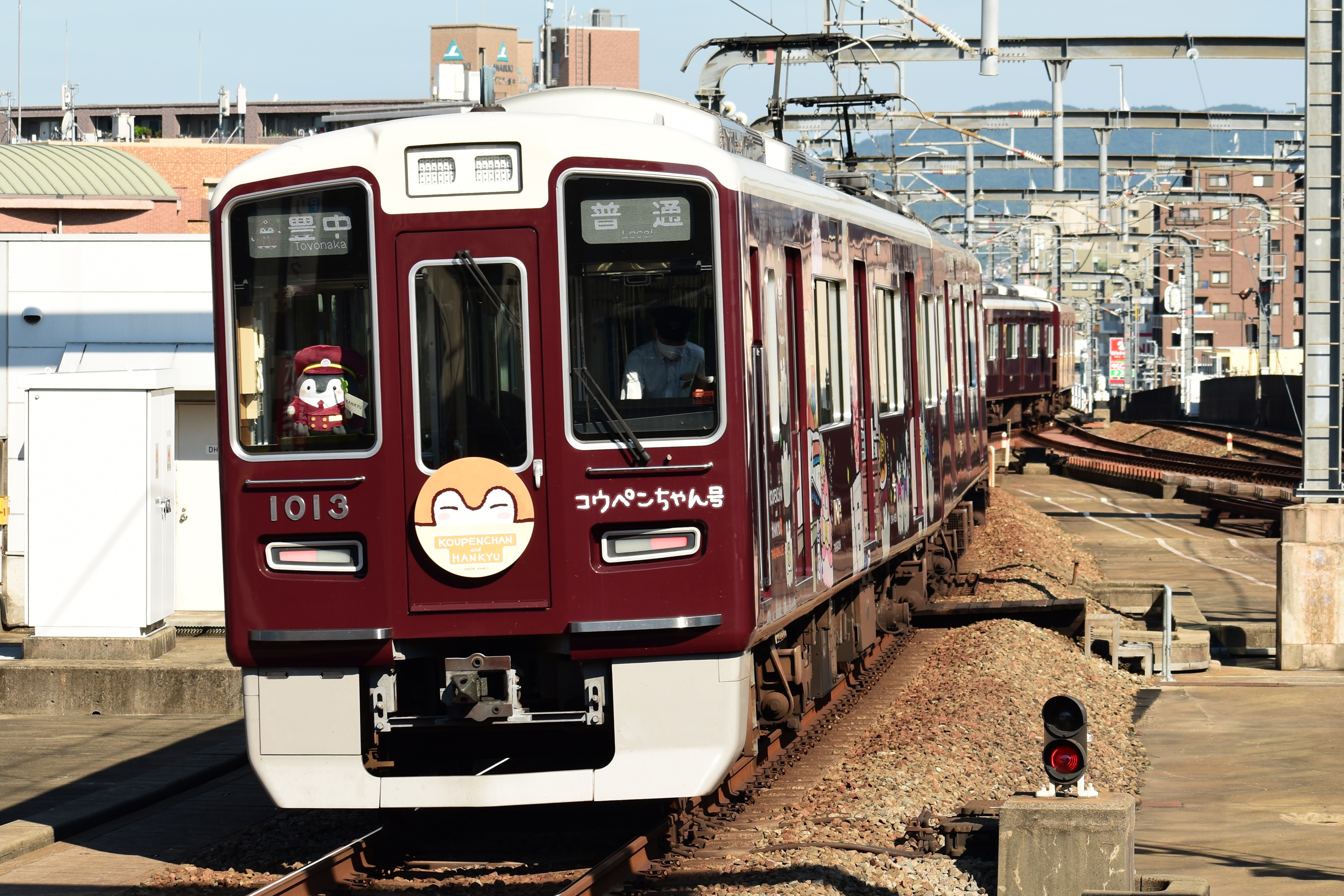
コウペンちゃん号《宝塚線 1013F》 （2021年7月21日 豊中駅）
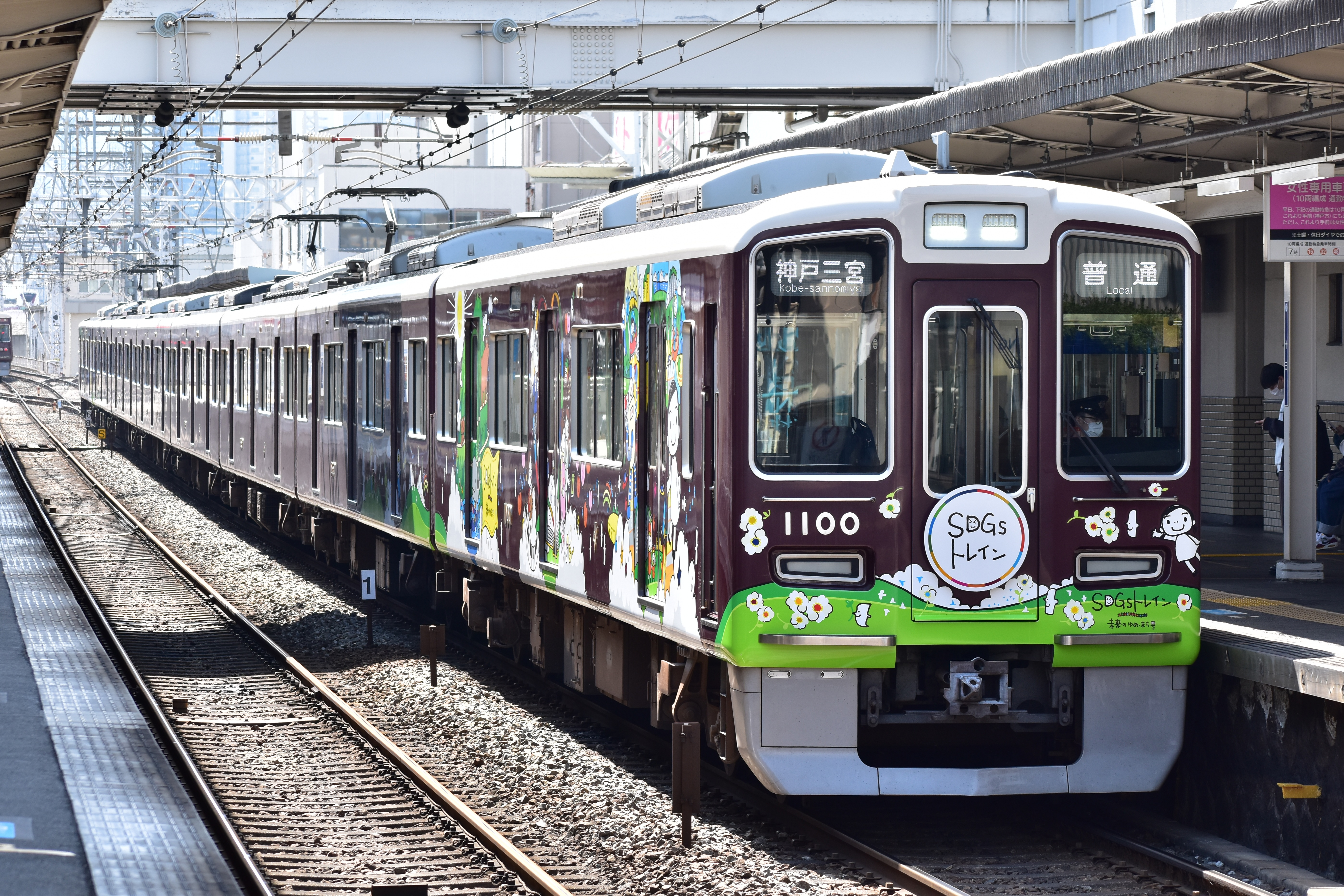
2代目 SDGsトレイン 未来のゆめ・まち号 《神戸線 1000F》（2022年4月5日 十三駅）
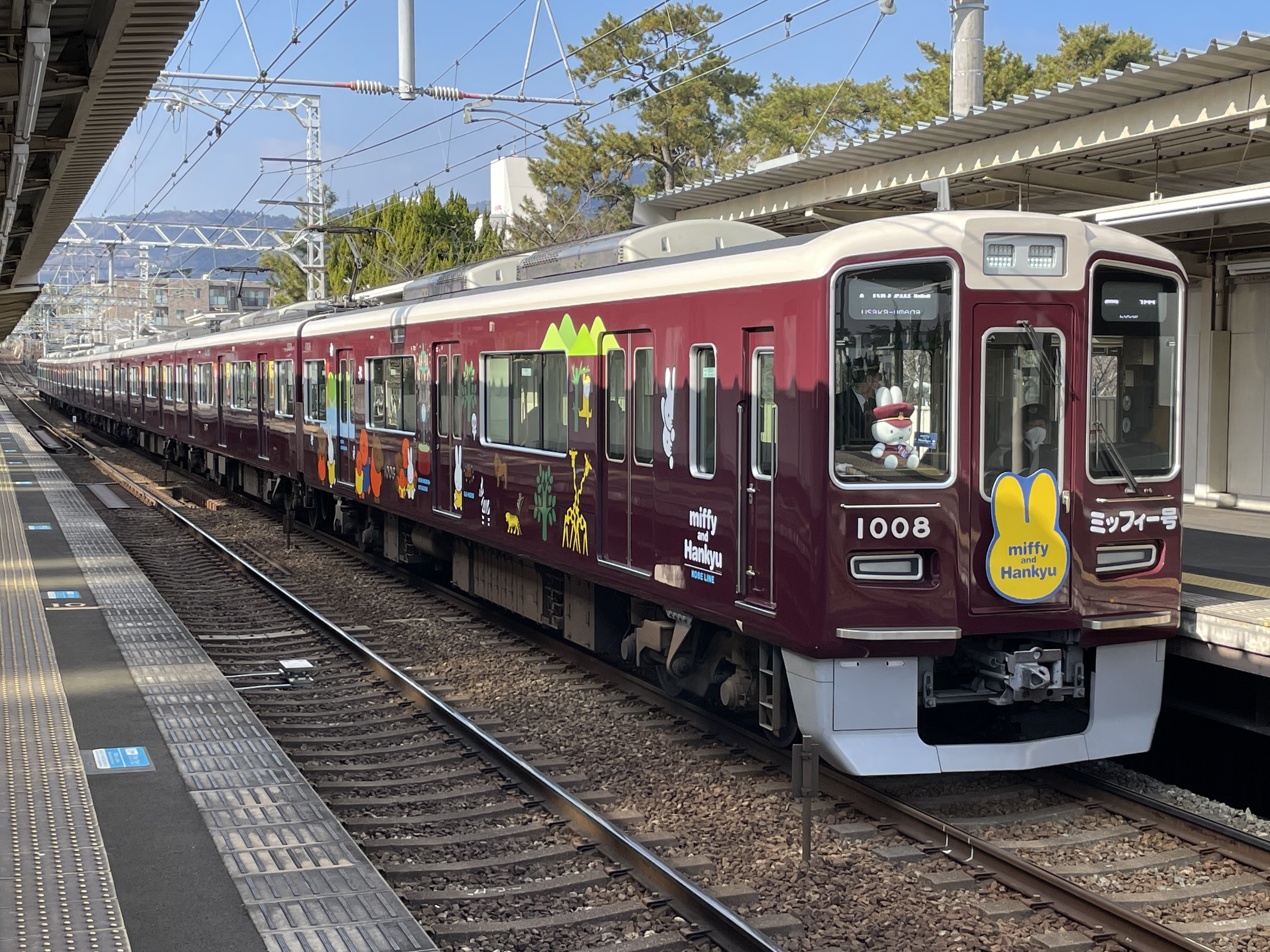
ミッフィー号《神戸線 1008F》 （2023年1月1日 夙川駅）
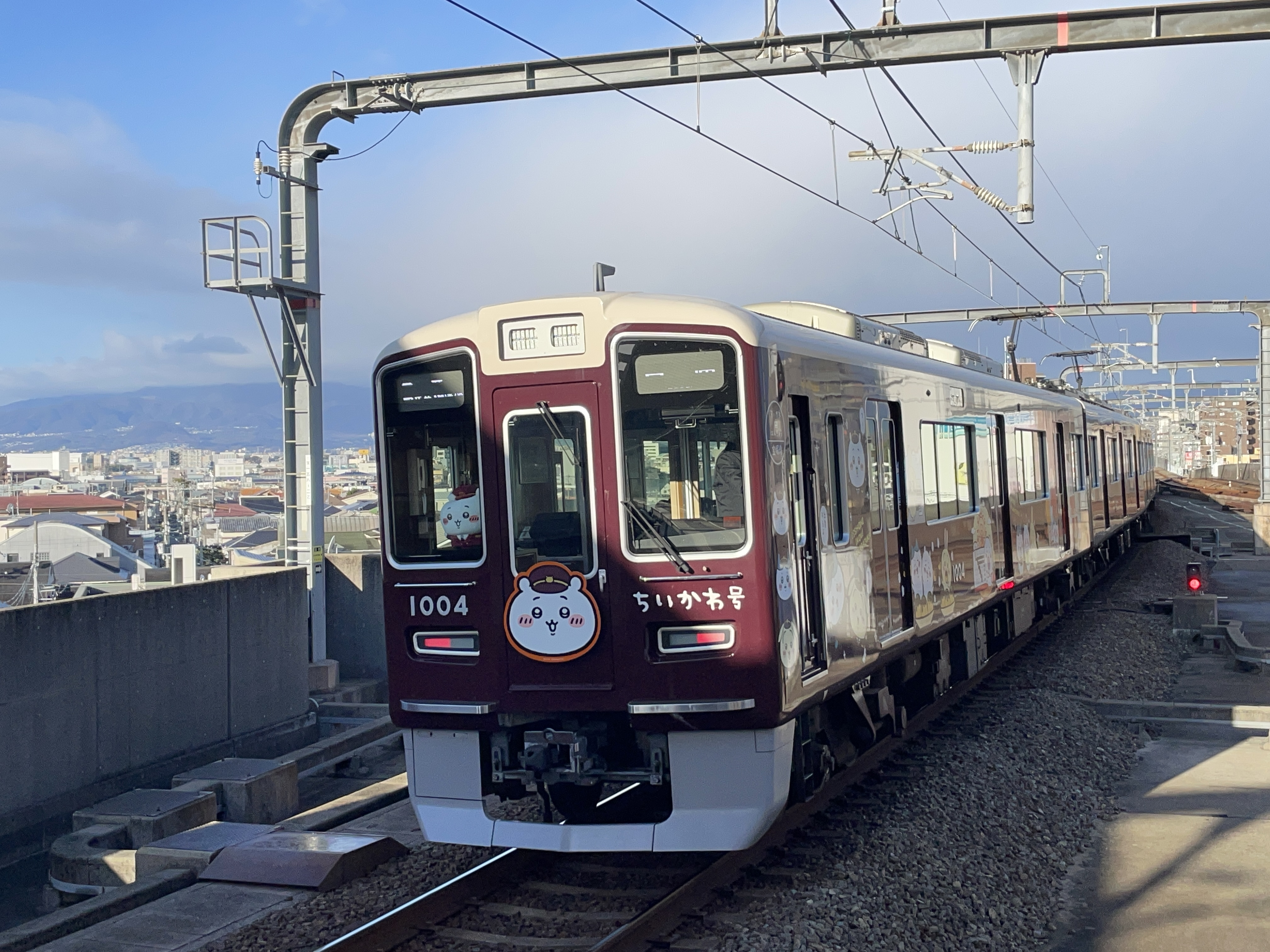
ちいかわ号《宝塚線 1004F》 （2024年1月1日 豊中駅）
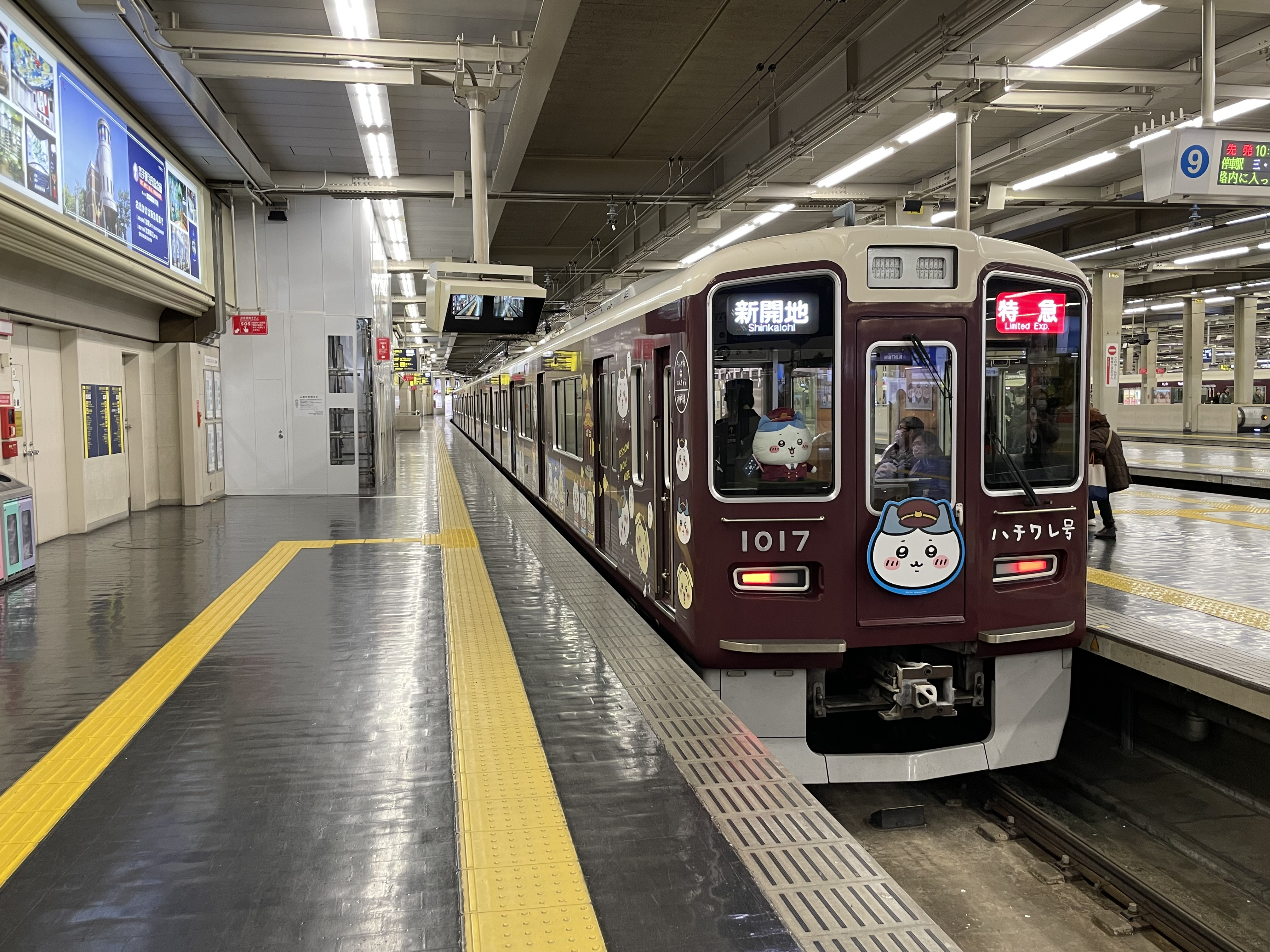
ハチワレ号《神戸線 1017F》 （2024年1月1日 大阪梅田駅）
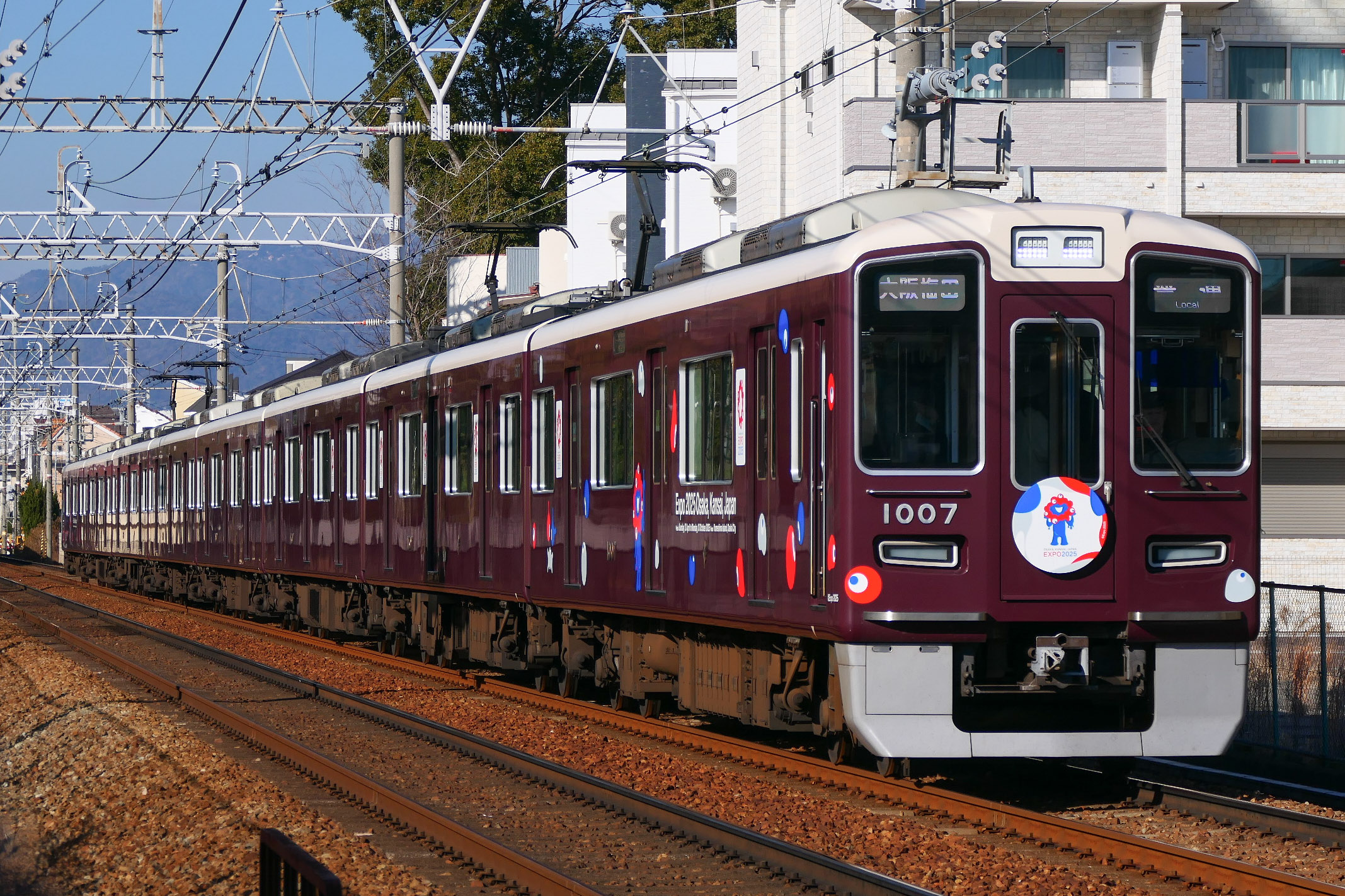
大阪・関西万博ラッピングトレイン《神戸線 1007F》（2025年2月5日 塚口駅 - 園田駅間）
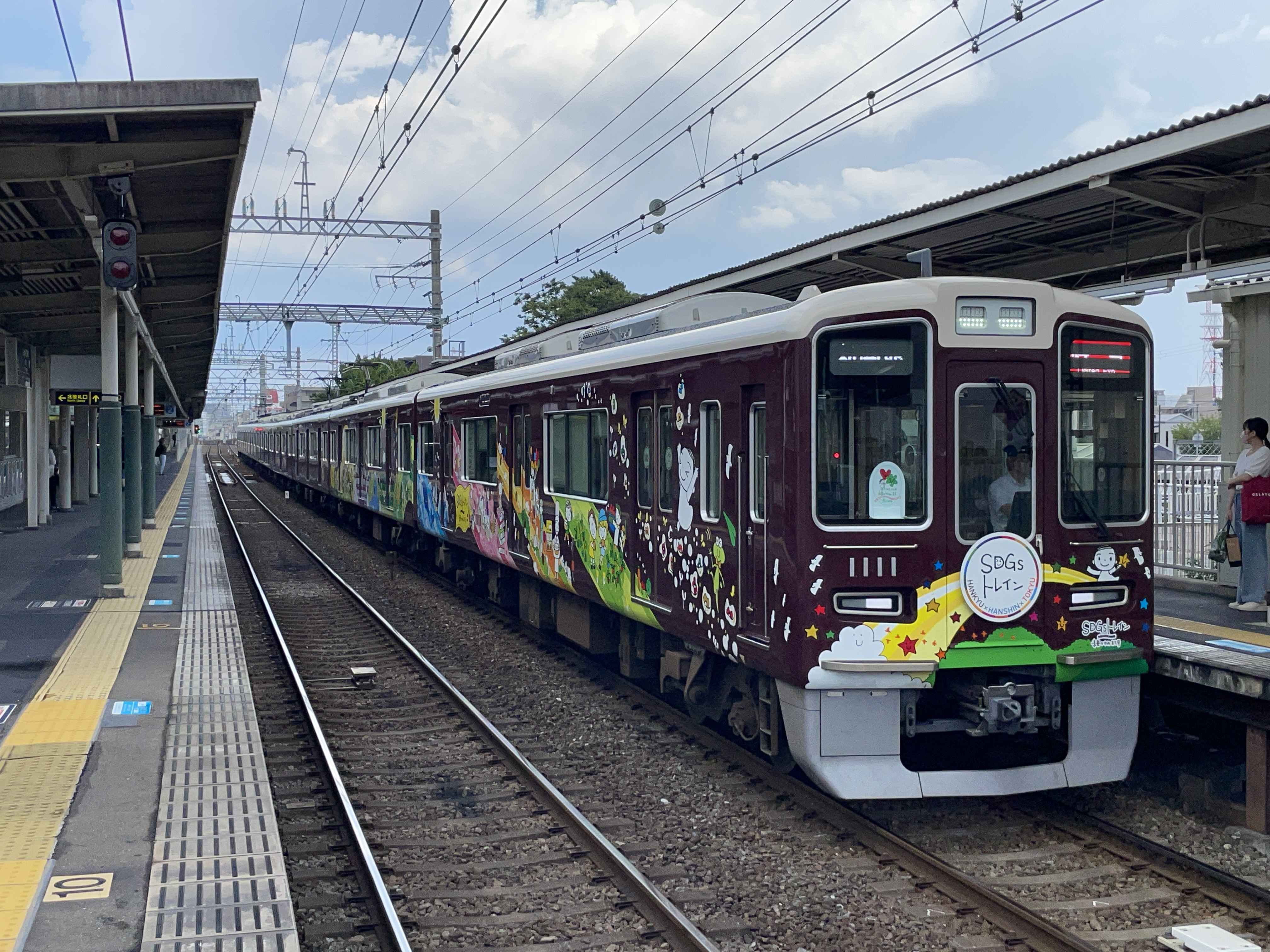
3代目 SDGsトレイン 未来のゆめ・まち号 《神戸線 1011F》（2024年8月15日 夙川駅）
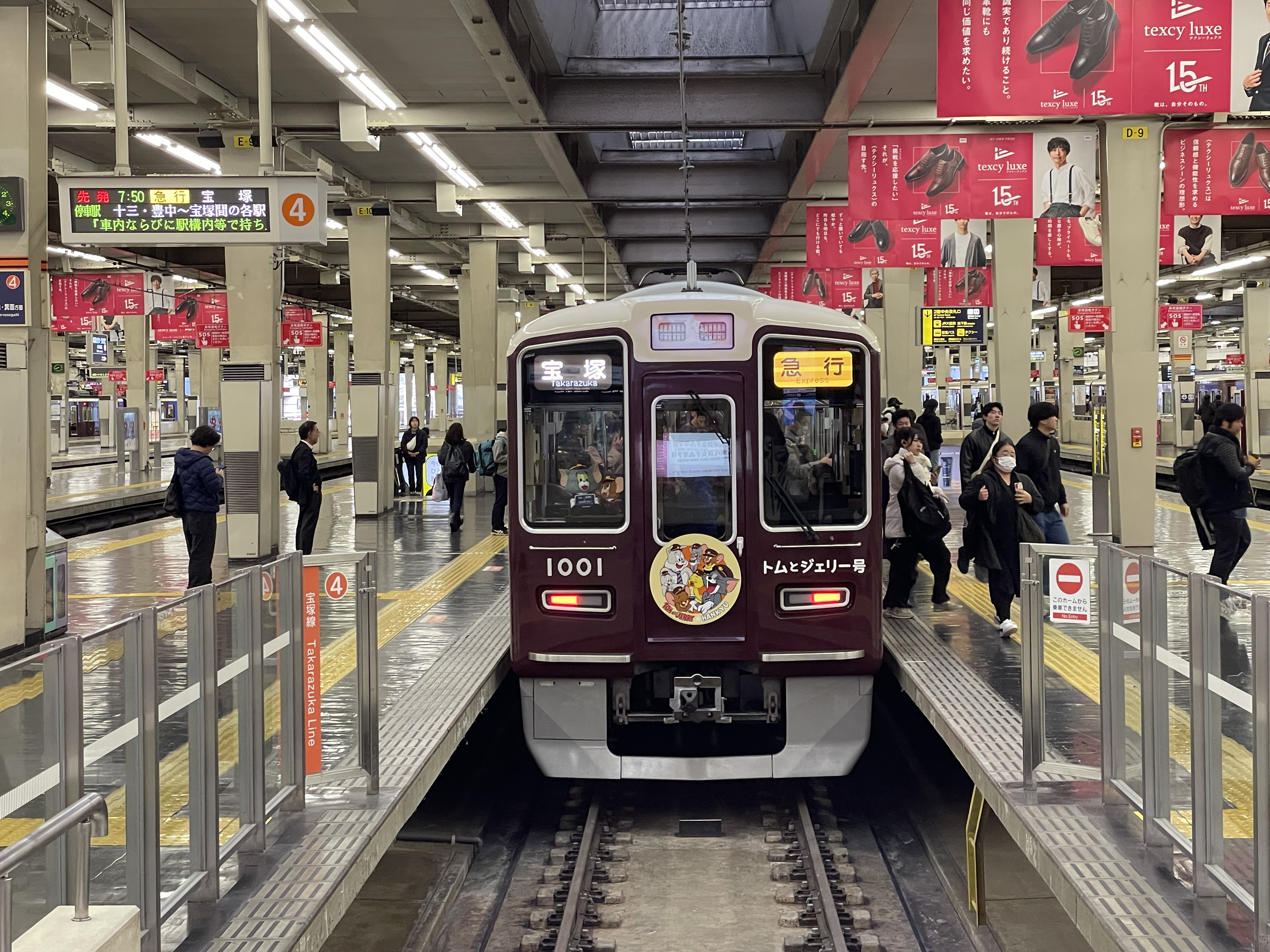
トムとジェリー号《宝塚線 1001F》 （2024年11月24日 大阪梅田駅）
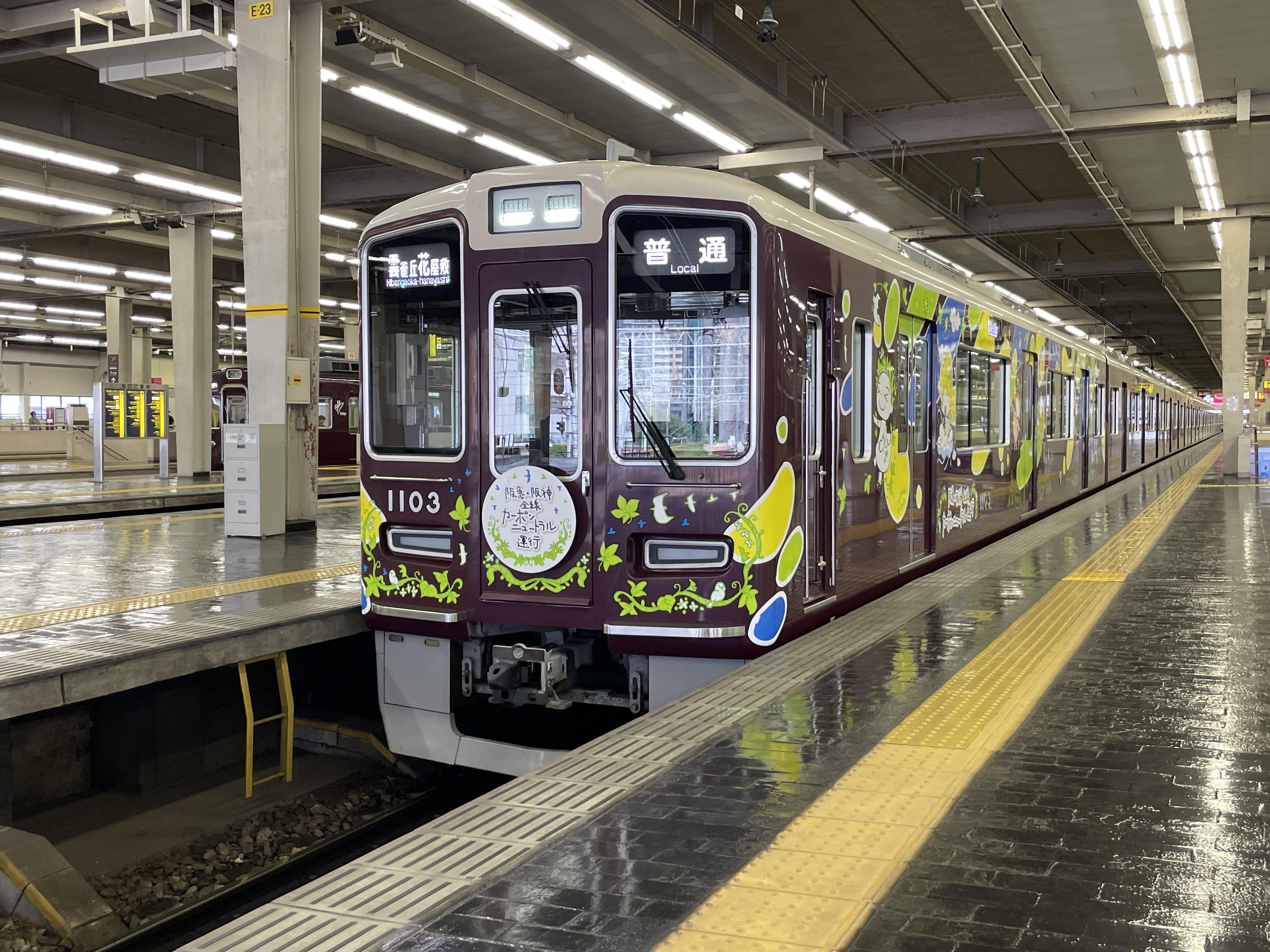
カーボンニュートラル運行ラッピングトレイン《宝塚線 1003F》（2025年8月9日 大阪梅田駅）